# فارس الظلام
فارس الظلام (بالإنجليزية: The Dark Knight) هو فيلم بطل خارق ملحمي أمريكي بريطاني صدر سنة 2008، قام بإخراجه، وإنتاجه، والمشاركة في كتابته المخرج كريستوفر نولان، وهو مبنيٌّ على شخصية قصص دي سي المصورة باتمان. الفيلم هو الجزء الثاني ضمن ثلاثية باتمان لكريستوفر نولان وهو تتمّةٌ لبداية باتمان الصادر في 2005. يَعود كريستيان بيل لتجسيد دور بروس واين/باتمان، مع الطاقم نفسه المكوّن من مايكل كين بدور ألفريد وغاري أولدمان بدور جيمس غوردن، ومورغان فريمان بدور لوسيوس فوكس. يُقدم الفيلم شخصية هارفي دينت (آرون إيكهارت)، المدعي العام الجديد لمدينة غوثام وحبيب ريتشل داوس (ماغي جيلنهال)، الذي ينضم إلى باتمان والشرطة في حربهما ضد الجريمة المنظمة، وضد أحد المجرمين الجدد الذي يدعو نفسه «الجوكر» (هيث ليدجر).
أعاد الفيلم تصميم هيئة الجوكر بشكل مختلف عما اعتاد عليه هواة القصص المصورة، وذلك من خلال سعي نولان لجعل سلسلة الأفلام هذه أكثر واقعية، فكانت النتيجة أن خرجت للجمهور نسخة جديدة غير مسبوقة من شخصية الجوكر حازت إعجاب العديدين من النقاد السينمائيين وقراء القصص المصورة على حد سواء. كان هذا الجوكر الجديد يضع تبرجاً أبيض على وجهه بدل أن يكون أبيض الجلد كما في القصص، كما كان فمه مشوهاً بحيث يظهر للناظر وكأنه يبتسم ابتسامة عريضة، وكان يخفي ندوبه بأحمر الشفاة، وهذا عكس ما ورد في القصص حيث أن الأخيرة تشير أن هيئة الجوكر جاءت نتيجة سقوطه في خزان مملوء بالمواد الكيميائية، الأمر الذي جعل جلده وشفتاه باهتة. على أن الفيلم التزم ببعض عناصر هذه الشخصية التي غالباً ما تذكر في القصص، وهي رواية الجوكر قصة حياته السابقة للجريمة بطريقة مختلفة في كل مرة، حيث ذكر في الفيلم أسباب ندوبه أنها نتيجة قساوة وجنون والده تارة، ثم ذكر في موضع آخر أنه هو من أنزلها بنفسه. أشار نولان أن هيئة الجوكر الذي صنعه «فوضوية» تعكس شخصيته اللامبالية، وأنهم استلهموا منظره من بعض الفنانين الشعبيين المضادين مثل بيت دوتري وإيغي بوب وجون لايدن.
سلط الفيلم الضوء على العلاقة بين باتمان والجوكر بوصفهما نقيضا بعضهما البعض وأن كلاً منهما سببٌ لوجود الآخر، كما هو الحال في القصص المصورة، وتجلى ذلك من خلال قتل الجوكر لشخصية رئيسية مُقربة من بروس واين هي ريتشيل داوس بعد أن لمس شيئًا من الصلة بينها وبين باتمان، وقتله العمد لعدة أشخاص خلال سياق الفيلم، وامتناع باتمان عن قتله في النهاية رغم ذلك، مما أدى إلى اعتراف الجوكر بأن خصمه لا يُمكن أن يُفسد وأنهُ من المُقدر لهما أن يكونا عدوان يُمارسا لعبة القط والفأر طيلة حياتهما. قوبل أداء هيث ليدجر كالجوكر بالثناء والمديح الكبيرين لما أضافه من روح جديدة وتصور جديد للشخصية الشهيرة، وثبتها بتلك الهيئة في الثقافة الشعبية. وكان ليدجر قد أشار في مقابلة تلفزيونية قُبيل وفاته إلى أن تجسيده لشخصية الجوكر كان أمتع ما قام به على شاشة السينما، ومن سُخرية الأقدار أنه قال بأنه لا يظن أنَّه سيؤدي دوراً أجمل وأمتع من هذا في حياته.
استوحى نولان فكرته للفيلم من أول ظهور للجوكر في القصص المصورة في 1940، والرواية المصورة باتمان: النكتة القاتلة (1988)، وسلسلة باتمان: الهالويين الطويل (1996) التي أعادت سرد قصة أصل ذي الوجهين. إلا أن نولان حور بدوره قصة أصول الشخصية الأخيرة في الفيلم، فلم يجعل هارفي دنت مصاباً بانفصام الشخصية كما هو الحال في القصص المصورة، كما لم يجعل إصابته بتشوّه نصف وجهه نتيجة إلقاء الحمض الحارق عليه كما هو معروف من القصص، بل جعل ذلك نتيجة حروقٍ عنيفة تعرض لها أثناء انفجار المستودع الذي كان مسجوناً فيه، كما صور الجوكر بأنه مهندس هذه العملية عوض سلفاتور ماروني رئيس المافيا الإجرامية بالمدينة. كذلك جُعل الجوكر هو العابث بتفكير دنت وإقناعه إياه بأن العدل الحقيقي في العالم هو الحظ. أيضًا جُعل إحدى وجها قطعته النقديَّة محروقا من الانفجار عوض أن يقوم دنت نفسه بتشطيبه، كما أن دنت هو من يتسبب بقتل سلفاتور ماروني في الفيلم عكس ما حصل في القصص المصورة. أخيرًا فإن الفيلم أفاد بأن دنت كان يُلقب بذو الوجهين قبل تشوهه بفترة طويلة، في إشارة إلى شخصيته الجذابة وعناده وإصراره وعنفه عند مكافحة الجريمة.
لقب «فارس الظلام» استُعمل لأولٍ مرةٍ لباتمان في القصة المصورة (Batman No. 1) في 1940، التي كتبها بيل فينغر. جرى تصوير الفيلم بشكلٍ أساسيٍّ في شيكاغو، إضافةً إلى عدّة أماكنٍ في الولايات المتحدة والمملكة المتحدة وهونغ كونغ. استعمل نولان كاميرا آيماكس لتصوير بعض المشاهد، من ضمنها أول ظهورٍ للجوكر في الفيلم. في 22 يناير 2008، بعد عدّة أشهرٍ من انتهاء تصوير فارس الظلام وقبل ستةٍ أشهرٍ من إصداره، توفي هيث ليدجر بسبب مزيجٍ سامٍ من الأدوية، مما أدّى إلى اهتمامٍ شديدٍ بالفيلم من قِبل الصحافة والجماهير. أطلقت وارنر برذرز حملة تسويقٍ فيروسيٍّ للفيلم، تشمل إطلاق مواقعٍ إلكترونيّةٍ وعروضٍ دعائيةٍ ولوحات إعلانيةٍ لهيث ليدجر بدور الجوكر، لكن بعد موت هيث ليدجر، أعادت الشركة تركيز حملتها الدعائية.
أُصدر فارس الظلام في 16 يوليو 2008 بأستراليا، وفي 18 يوليو 2008 بأمريكا الشمالية، وفي 24 يوليو 2008 بالمملكة المتحدة. يُعد الفيلم واحداً من أفضل أفلام عقد 2000، وواحداً من أفضل أفلام الأبطال الخارقين في التاريخ من قِبل نقّاد السينما. تلقّى الفيلم مراجعاتٍ إيجابيةً جداً وسجل عدّة أرقامٍ قياسيةٍ خلال عرضه في قاعات السينما. مع عائداتٍ تفوق المليار دولارٍ، يحتل الفيلم المركز الثامن عشر ضمن قائمة أعلى الأفلام دخلاً على الإطلاق، وذلك دون احتساب التضخم. تلقّى الفيلم 8 ترشيحاتٍ لجائزة الأوسكار، ربح منها أفضل مونتاج صوتي ومُنح هيث ليدجر بعد وفاته جائزة أفضل ممثلٍ مساعدٍ. نهوض فارس الظلام، الجزء الثالث والأخير ضمن الثلاثية، أصدر في 20 يوليو، 2012.

## القصة
في مدينة غوثام، يسرق الجوكر وشركائه بنكاً مصرفياً تملكه المافيا. يقوم الشركاء بقتل بعضهم البعض ضمن خطةٍ محكمةٍ وضعها الجوكر، الذي يهرب بجميع الأموال وحده.
يُقرر باتمان والملازم جيمس غوردون ضمّ المدّعي العام هارفي دينت إليهم في خُطتهم للقضاء على الجريمة والعصابات. على الرغم من أن دينت يواعد رايتشل داوس، إلاّ أنّ بروس يُعجب باستقامته ومثاليته فيعرض عليه إقامة حفلٍ لجمع التبرعات. زعماء العصابات سال ماروني، غامبول والشيشاني يقومون بعقد مؤتمر فيديو مع لاو، وهو محاسبٌ صينيٌ قام بإخفاء أموالهم وهرب إلى هونغ كونغ. يقوم الجوكر بمقاطعة الاجتماع محذراً إياهم بأن باتمان حرٌ من دون أيّة قيودٍ من قِبل القضاء. يعرض عليهم أن يقتل باتمان مقابل نصف أموالهم، ولكنهم يرفضون، فيقوم غامبول بوضع مكافأة لمن يقتله. يقوم الجوكر لاحقاً بقتل غامبول والسيطرة على عصابته. يلقي باتمان القبض على لاو ويحضره إلى غوثام من أجل الشهادة ضد الجوكر والعصابة.
يُعلن الجوكر بأنه سوف يقوم بقتل السكان كل يومٍ إلا إذا قام باتمان بالكشف عن هويته، لاحقاً يقتل المفوض جيليان لاوب والقاضية القائمة على محاكمة العصابات. ويقوم باستهداف دينت خلال حفل جمع التبرعات ولكن بروس يخفي دينت. يُحبط غوردن محاولة الجوكر لاغتيال العمدة غارسيا، في ما يبدو بأن ضحّى بحياته خلال تلك العملية. يُخطط بروس للكشف عن هويته، لكن دينت يعلن بأنه هو باتمان من أجل حماية الحقيقة. يتم وضع دينت تحت الحراسة فيقوم الجوكر بملاحقته في أنحاء المدينة؛ يُسارع باتمان بمساعدة دينت. غوردون، الذي زيَّف مقتله، يعتقل الجوكر وتتم ترقيته لمرتبة مفوّض شرطة.
في تلك الليلة، يختفي كل من دينت ورايتشل. يقوم باتمان باستجواب الجوكر ويكتشف بأن كلٌّ منهما محتجزٌ في مبنىً مُنفصلٍ عن الآخر وكلاهما مليئين بالمتفجرات. يكشف الجوكر عن مكانهما، فيذهب باتمان من أجل إنقاذ رايتشل، ليكتشف بأن الجوكر خدعه ليجد دينت بدلاً منها قبل لحظات من انفجار المبنيين، فتقتل رايتشل بينما يُشوّه نصف وجه دينت. يُفعّل الجوكر قنبلةً موضوعةً في مركز الشرطة ويهرب مع لاو.
واين كولمان، محاسبٌ في شركات واين يستنتج هوية باتمان ويخطط لكشفها للعلن. يقتل الجوكر لاو والشيشاني ويهدد بعد ذلك بتدمير مستشفىً إلا إذا مات ريز. يُنقذ باتمان وغوردون ريز الذي غير رأيه. يزور الجوكر دينت في المستشفى ويقنعه بالانتقام من الأشخاص الذين لعبوا دوراً في وفاة رايتشل، ثم يقوم بتفجير المستشفى ويهرب مع بعض الرهائن.
يُطارد دينت المسؤولين عن موت رايتشل، مقرراً مصيرهم عن طريق رمي العملة. فيقتل ماروني وشرطيّاً كان قد ساعد على خطف رايتشل. يُهدد الجوكر بأنه وبحلول الليل ستكون المدينة له، ومن سيبقى سيلعب حسب قوانينه، ويُلمح بأن الجسور والأنفاق مفخخة. يُكشف بأن الجوكر قد فخخ عبارتين استخدمهما العُمدة لنقل المدنيين والسجناء خارج المدينة، ويُعطي ركاب كلّ عَبّارةٍ الخيار بتفجير العبارة الأخرى قبل منتصف الليل، وإلا سوف تنفجران معاً. في نهاية الأمر يرفض جميع الركاب القيام بالأمر.
يطلب باتمان من لوسيوس فوكس أن يستعمل جهاز تتبعٍ واسع النطاق لإيجاد الجوكر، فيوافق فوكس لكنه يقرر أن يستقيل فوراً بعد العملية. يلبس الجوكر الرهائن بلباس رجاله مضللاً فرقة غوردون للتدخل السريع للهجوم عليهم. يقوم باتمان بإنقاذ الرهائن ومحاربة رجال غوردون ورجال الجوكر، ثم يُلقي القبض الجوكر لكن هذا الأخير يضحك قائلاً أنه فاز، لأن مدينة جوثام ستفقد الأمل بعد رؤيتهم أعمال دينت وغضبه، ويقوم أيضاً بتذكير باتمان أن صراعهم سيدوم إلى الأبد وفي تلك اللحظة يصل فريق تدخل سريع ليأخذه إلى الحجز.
يقوم دينت باستدراج غوردن إلى المبنى الذي ماتت في رايتشل حيث يحتجز عائلة غوردون كرهائن، فيواجه باتمان دينت الذي يقرر تحديد مصيره ومصير باتمان ومصير ابن غوردن عبر رمي العملة. فيطلق النار على باتمان، ويعفي نفسه ويرمي القطعة مرةً أخيرةً لتحديد مصير الولد لكن باتمان، الذي يرتدي سترةً واقيةً، يعرقله فيقع دينت من أعلى المبنى مما يؤدي لمقتله وإنقاذ الطفل. يطلب باتمان من غوردون أن يحمله ذنب مقتل الأشخاص الذين ماتوا على يد دينت، لكي يبقى دينت رمز الأمل للمدينة، ثم يهرب قبل وصول الشرطة. يحطم غوردون إشارة استدعاءَ باتمان ويطلق عملية مطاردةٍ من أجل القبض عليه. يقوم ألفريد بحرق رسالةٍ أرسلتها رايتشل سابقاً تخبر فيها بروس بنبأ خطبتها لدينت وأنّها فضلته عليه، بينما يُشاهد فوكس جهاز التتبع يُدمر نفسه.

## طاقم التمثيل

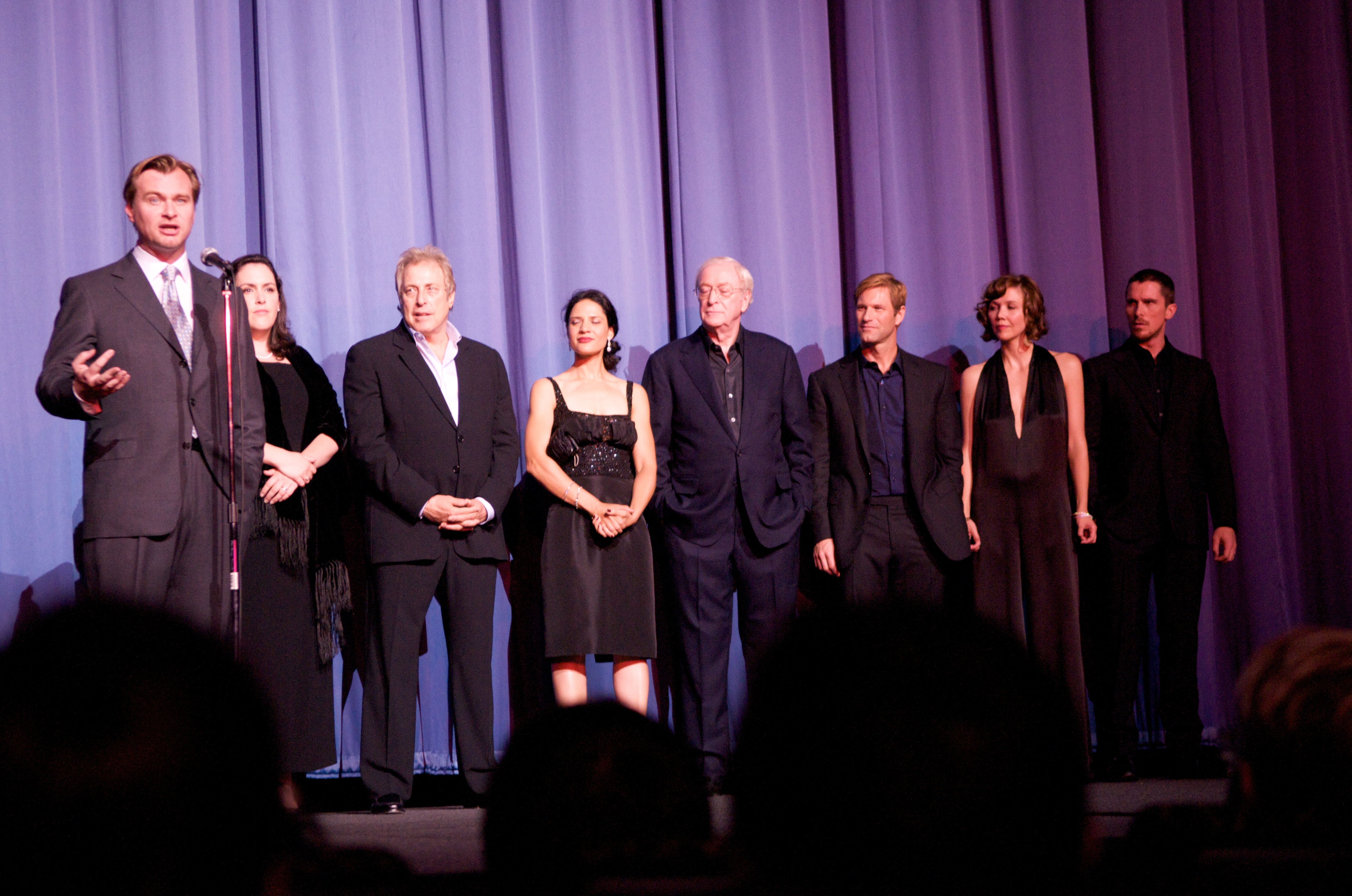
ممثلو وطاقم فيلم فارس الظلام في العرض الأول الأوروبي في لندن. من اليسار إلى اليمين: المخرج كريستوفر نولان والمنتجَين إيما توماس، وتشارلز روفن، الممثلون مونيك غابرييلا كورنين، مايكل كين، آرون إيكهارت، ماغي جيلنهال وكريستيان بيل.

- كريستيان بيل بدور بروس وين/باتمان:

مليارديرٌ يكرّس نفسه لحماية مدينة غوثام من عالم الجريمة ليلاً. ذكر بيل أنه واثق من اختياره العودة لتأدية الدور بسبب الردود الإيجابية حول أداءه في بداية باتمان. كما واستمر في التدرب على أسلوب كيساي القتالي وتنفيذ العديد من الحركات الخطيرة بنفسه، لكنه لم يحظ بنفس القدر من العضلات كما في الفيلم السابق لأن بزة باتمان الجديدة سمحت له بالتحرك بخفّه بعكس سابقتها. وصف بيل مأزق باتمان بأن «[حملته العنيفة هي] شيءٌ له نهاية. هل باستطاعته الاستقالة والحصول على حياةٍ عاديةٍ؟ شخصٌ بهذا النوع من شدّة الهوس لا بدّ أن يصون العاطفة والغضب الذان شعر بهما كطفلٍ، وأن يأخذهما كحافزٍ بعد حين، ويستمر في فعل ذلك. في نقطةٍ ما، لا بد لك أن تطرد شياطينك». وأضاف، «الآن ليس لديك مجرد شابٍ في ألمٍ يحاول إيجاد إجابة، لديك شخصٌ لديه سلطةٌ في الواقع، وهو مُثقلٌ بهذه القوّة، وبحاجةٍ إلى التعرف على الفرق بين تحقيق السلطة والتمسّك بها». شعر بيل بأن شخصية باتمان ترسّخت بقوةٍ في الفيلم الأول، لذلك كان من غير المحتمل أن تكون شخصيته قد تم تعتيمها بواسطة الأشرار، قائلاً: «ليس لديّ مشكلةٌ في المنافسة مع شخصٍ آخر. وهذا سيعمل على صنع فيلمٍ أفضل».
- مايكل كين بدور ألفريد بيني وورث: رئيس خدم بروس الجدير بالثقة، وأمين سرّه. إمداده بروس بالنصائح المفيدة، ومعاملته له كوالدٍ أدتّ إلى نعته بمسمى «باتمان باتمان».[44][45]
- هيث ليدجر بدور الجوكر:

قبل أن يتم تأكيد أن ليدجر سيلعب دور الجوكر في يوليو 2006، أعرب علناً كلٌ من بول بيتاني،لاتشي هولم، أدريان برودي، ستيف كاريل، وروبن وليامز عن اهتمامهم بالدور. إلاّ أن نولان كان يريد العمل مع ليدجر على عدد من المشاريع في الماضي (لكن لم يتسن له ذلك)، وكان موافقاً على فوضوية ليدجر في أداء الشخصية. عندما شاهد ليدجر بداية باتمان، أدرك وسيلةً لجعل أداء الشخصية منسجمةً مع نمط الفيلم: قام بوصف الجوكر بأنه «سيكُوباتِيٌّ، وقاتلٌ جماعيٌّ، ومهرجٌ مصابٌ بالفصام معدوم العاطفة.» طوال الفيلم، صرّح الجوكر برغبته في زعزعة النظام الاجتماعي من خلال الجريمة، وعرّف عن نفسه بصراعه مع باتمان. تحضيراً للفيلم، عاش ليدجر وحيداً في غرفة فندقٍ لمدة شهرٍ، لصياغة وضعيّات وتصرفات الجوكر، وصوته وشخصيّته، مبقياً على ذلك في دفتر يومياتٍ يحتوي أفكار الجوكر ومشاعره. في حين أنه وجد صعوبةً في البداية، استحدث ليدجر في نهاية المطاف صوتاً للشخصيّة مختلفاً عن شخصية جاك نيكلسون في فيلم باتمان للمخرج تيم برتون الذي عرض عام 1989. وأُعطي رواية باتمان: النكتة القاتلة ورواية ملجأ: منزلٌ جدّيٌ على أرضٍ جديّةٍ، حيث ذكر أنه «حاولاً جاهداً قراءتهما وتدوينهما». أشار ليدجر إلى فيلم برتقالة آلية وإلى المغني سيد فيشز بأنهما «نقطة بدايةٍ مبكرةٍ جداً لكريستيان [بيل] وأنا. لكن نحن نوعاً ما طرنا بعيداً عن ذلك بسرعةٍ كبيرةٍ إلى عالمٍ آخر مختلفٌ تماماً». وقال: «هنالك قليلٌ من كلّ شيءٍ فيه. لا يوجد شيء بمثل هذا التناغم،» وأضاف، «هنالك المزيد من المفاجآت القليلة له». سُمِح لليدجر بتصوير وتقريباً إخراج الفيديوهات التي يرسلها الجوكر كتهديدات. وكان كل فيديو يصوّره ليدجر يكون مختلفاً عن سابقه. كان نولان معجباً بما فيه الكفاية بأول فيديو والذي اختار أن لا يكون متواجداً لتصويره حين قام ليدجر بتصوير فيديو مع المراسل المختطف (أنتوني مايكل هال). في 22 يناير 2008، وبعد إكماله تصوير فارس الظلام، توفي ليدجر جراء جرعةٍ زائدةٍ من المخدرات، اهتمّت الصحافة بموته اهتماماً شديداً، وتم تشييد بعض النصب التذكارية تكريماً له. يقول نولان مستذكراً: «كان عاطفياً جداً، تماماً حين رحل، اضطررت أن أعود وأنظر إليه كل يومٍ [أثناء التحرير]، لكن الحقيقة هي، أنني أشعر بأني محظوظ جداً بامتلاكي شيئاً إنتاجيّاً لأفعله، بأن أحظى بأداءٍ كان هو فخوراً جداً، جداً به، وأنه أوكله لي لأنهيه». كل مشاهد ليدجر في الفيلم ظهرت كما هي حين أكملها هو؛ أثناء مونتاج الفيلم، ذكر نولان أنه لم يتم إضافة أي «مؤثرات بصرية رقمية» لتعديل الأداء الفعلي لليدجر بعد وفاته. كرّس نولان الفيلم ليكون جزءً من ذكرى ليدجر.
- غاري أولدمان بدور جيمس غوردون:

ملازمٌ في قسم شرطة مدينة جوثام وواحدٌ من ضباط الشرطة القِلّة الشرفاء في المدينة. يشكّل تحالفاً هشّا، وغير رسميٍّ مع باتمان وهارفي دينت. يمنحه العمدة غارسيا منصب مفوّض شرطةٍ عندما يَقتُل الجوكر المفوّض السابق جيليان بي لوب. وصف أولدمان شخصيته بأنه «غير قابلٍ للإفساد، فاضلٌ، قويُّ، بُطوليُّ، لكن دائماً ما يصرّح بغير الحقيقة». أوضح نولان أن «الهالووين الطويل امتلك علاقةً ثلاثيّةً، وعظيمةً بين هارفي دينت وغوردون وباتمان، وهذا شيءُ انجذبنا إليه كثيراً». أضاف أولدمان أن «غوردون لديه قدرٌ كبيرٌ من الإعجاب به في النهاية، لكن [باتمان] الآن وأكثر من أيّ وقتٍ مضى هو فارس الظلام، غير المنتمي. أنا متشوّقٌ الآن لأرى: إذا كان هنالك شخصٌ ثالث، ما الذي سيقوم بفعله؟» بشأن إمكانية عودته لأداء الدور في تتمة أخرى للفيلم، قال أن «العودة [لتأدية الدور] لا تعتمد على ما إذا كان الدور أكبر من سابقه».
- آرون إيكهارت بدور هارفي دينت/ذو الوجهين:

المدّعي العام لمدينة غوثام الذي يشاد بأنه «فارس غوثام الأبيض». معركته مع عالم الجريمة تجعله مشوّهاً، محولةً إياه إلى قاتلٍ عازمٍ على الانتقام. يرى وين أن دينت هو وريثه، موقناً أن حرب باتمان مع الجريمة سوف تكون مهمّة حياته، الأمر الذي يزيد من شدّة مأساة انهيار دينت. في الأصل، كان نولان وديفيد إس. غويور يريدان استخدام دينت في بداية باتمان، لكنهما استبدلاه بشخصيةٍ جديدةٍ هي ريتشل داوس حين أيقنا أنهما «لن يستطيعا أن يكونا عادلين معه». قبل أن يُختار إيكهارت في فبراير 2007، أعرب كلُّ من ييف شرايبر، وجوش لوكاس،

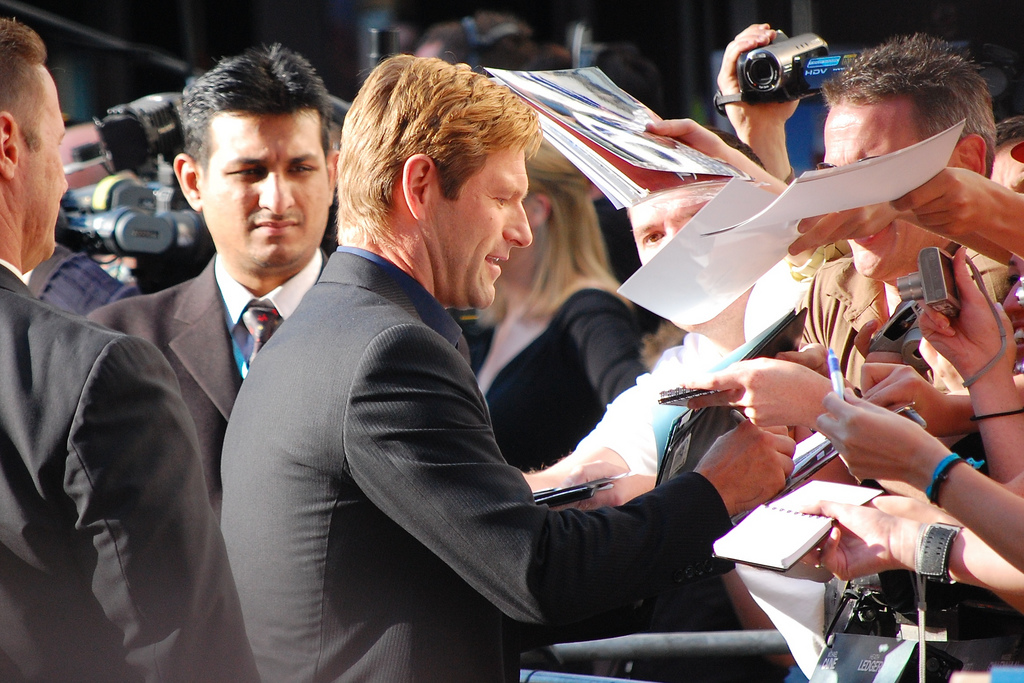
أرون إيكهارت الذي قام بدور "هارفي دنت" او "ذو الوجهين" اثناء العرض الأول للفيلم

وريان فيليب عن اهتمامهم بالدور، في حيث كان مارك رافالو قد أُخضع لتجربة أداء. كما ووُضع الممثل هيو جاكمان بعين الاعتبار لتأدية الدور، لكن نولان اختار إيكهارت، الذي تم ترشيحه سابقاً ليقوم بتأدية الدور الرئيسي في فيلم تذكار، مشيراً إلى قدراته «غير العاديّة» كممثل، وإلى تجسيدها «ذلك النوع المنحوت، نوعيّة البطل الأمريكي» الذي أعدّه روبرت ريدفورد، و«حاشيته» عن الشخصية الكامنة للشخصية الدرامية. إيكهارت كان «مهتمًا بالأخيار الذين ينجرفون للخطأ»، وكان قد لعباً سابقاً أدواراً لرجالٍ فاسدين في أفلامٍ مثل: داليا السوداء، وشكراً لك على التدخين، وفي صحبة الرجال. في حين أن ذو الوجهين يوصف بكونه زعيم الجريمة في معظم الأوصاف، اختار نولان تصويره بأنه حارس قانونٍ ملتويٍ للتأكيد على دوره كنظير باتمان. يفسّر إيكهارت لذلك «بأنه لا يزال وفيّاً لنفسه، هو مقاتل الجريمة، وهو لا يقتل الأناس الطيّبين. هو ليس شخصاً سيّئاً، ليس على الأرجح». لأجل دينت، إكهارت «ظل يفكّر بعائلة كينيدي»، خصوصاً روبرت كينيدي، الذي كان «مثاليّاً، أبقى على الضغينة وتحدى العصابات». وقام بجعل شعره فاتح اللون ومصفّفاً لكي يبدو محطّماً أكثر. أخبر نولان إيكهارت بأن لا يجعل شخصيّة ذو الوجهين الخاصة بدينت «مضحكاً يشرب بصوتٍ عاليٍ أو مصاباً بعرة».
- ماغي جيلنهال بدور ريتشيل داوس:

مساعدة المدّعي العام لمدينة غوثام وصديقة بروس وين في طفولته. في بداية باتمان، تُخبر واين أنه متى ما قرر التوقف عن كونه باتمان، سوف يكونان معاً. هي واحدة من الأشخاص القليلين الذين يعلمون عن هويّة باتمان الحقيقيّة. أخذت جيلينهال الدور نيابةً عن كاتي هولمز، التي سبق وأن أدّت الدور في بداية باتمان. في أغسطس 2005، ذكرت بعض التقارير أن هولمز تخطط لتجيسد الدور، لكنّها تخلت عنه في نهاية المطاف للتمثيل في فيلم جنون المال إلى جانب ديان كيتون وكوين لطيفة. بحلول مارس 2007، كانت جيلنهال في «المحادثات النهائية» لتأدية الدور. اعترفت جيلنهال بأن شخصيتها هي فتاةٌ في محنةٍ إلى حدٍ ما، لكنها قالت بأن نولان سعى في سبل تمكين شخصيتها، لذا «رايتشل واضحةٌ حقاً حول ما هو مهمٌ لها وغير راغبةٍ في تقديم تنازلاتٍ عن أخلاقياتها، الأمر الذي جعل من ذلك تغييراً لطيفاً» عن الأدوار العديدة المخالفة التي سبق وأن قامت بتأديتها.
- مورغان فريمان بدور لوسيوس فوكس: قام بروس بترقيته مؤخراً ليكون الرئيس التنفيذي لشركات واين. هو على علمٍ تامٍ بحياة بروس المزدوجة، ويخدمه بصفته خبير أسلحةٍ إلى جانب قيامه بواجباته في الشركة.[78]
- إريك روبرتس بدور سال ماروني: رجل عصاباتٍ تولى زعامة عصابة كارمين فالكوني. قام كلٌّ من من بوب هوسكينز وجيمس غاندولفيني باختبار تجارب أداء للدور.
- تشين هان بدور لاو: المحاسب الصينيّ الذي يُدير أموال العصابات.
- كولين ماكفارلين بدور جيليان بي. لوب: مفوّض شرطة مدينة غوثام حتى مقتله على يد الجوكر.[79]

ظهر في الفيلم العديد من الممثلين بأدوارٍ ثانويّةٍ منهم: نيستور كاربونيل بدور العمدة آنثوني غارسيا، وكيث شاربايكا بدور المحقق جيرارد ستيفينس، ومونيك غابرييلا كورنين بدور ضابطة الشرطة آنا راميرز، ورون دين بدور المحقق مايكل ويرتز. بينما المحقق ستيفنيس شرطيٌّ نزيهٌ، إلا أن راميرز وويرتز هما شرطيّين فاسدين تتحكم بهما العصابات، إذ خانا هارفي دينت ورايتشل داوس بتسليمهما إلى الجوكر. (على الرغم من أن الضابطة راميز صالحة نوعاً ما، إلا أنها تضطر للعمل لصالح العصابات لعجزها عن تحمل نفقات علاج والدتها). من الممثلين في الفيلم أيضاً أنتوني مايكل هال بدور مايك إنغل مراسل محطة أخبار غوثام الكيبلية، ونيديا رودريغز تيراسينا بدور القاضية جانيت سوريلو، وجوشوا هارتو بدور كولمان ريس، ومليندا ماكغراو وناثان جامبل بدور زوجة غوردون وابنه، وتوم ليستر الابن بدور سجينٍ على متن واحدةٍ من العبّارات المفخخة بالقنابل، وويليام فيكنر بدور مدير بنك غوثام الوطني. ومن الممثلين الذي أدَّوا كأشرارٍ في الفيلم؛ مايكل جاي وايت بدور زعيم العصابة غامبول، وريتشي كوستر بدور الشيشاني. قام الممثل ديفيد بانر أصلاً بتجربة أداء لتأدية دور زعيم العصابة غامبول. كما وعاد سيليان مورفي بدورٍ قصيرٍ في أول الفيلم بدور الدكتور جوناثان كرين/الفزاعة، الذي سبق وأن ألقى باتمان القبض عليه في بداية الفيلم.
كان من المفترض أن يقوم الموسيقي دوايت يوكام بأداء شخصية مدير البنك أو أحد رجال الشرطة الفاسدين، لكنه اختار أن يركز على ألبومه دوايت سينقز باك. من الممثلين الذي ظهروا بدورٍ قصيرٍ في الفيلم سيناتور مجلس الشيوخ الأمريكي باتريك ليهي، الذي هو من معجبي قصص باتمان المصورة وقد سبق له الظهور بدورٍ ثانويٍّ في فيلم باتمان وروبن في عام 1997، وكذلك كضيفٍ بأداءٍ صوتيٍ في الرسوم المتحركةباتمان. ظهر ليهي بدور الضيف الذي تحدى الجوكر أثناء اقتحامه لحفل بروس واين لجمع التبرعات قائلاً: «نحن لا نُخوّف من قِبل سفّاحين». مات سكايبا، المغني الرئيسي في فرقة ألكالاين تريو، ظهر أيضاً في الفيلم.

## الإنتاج

### التطوير

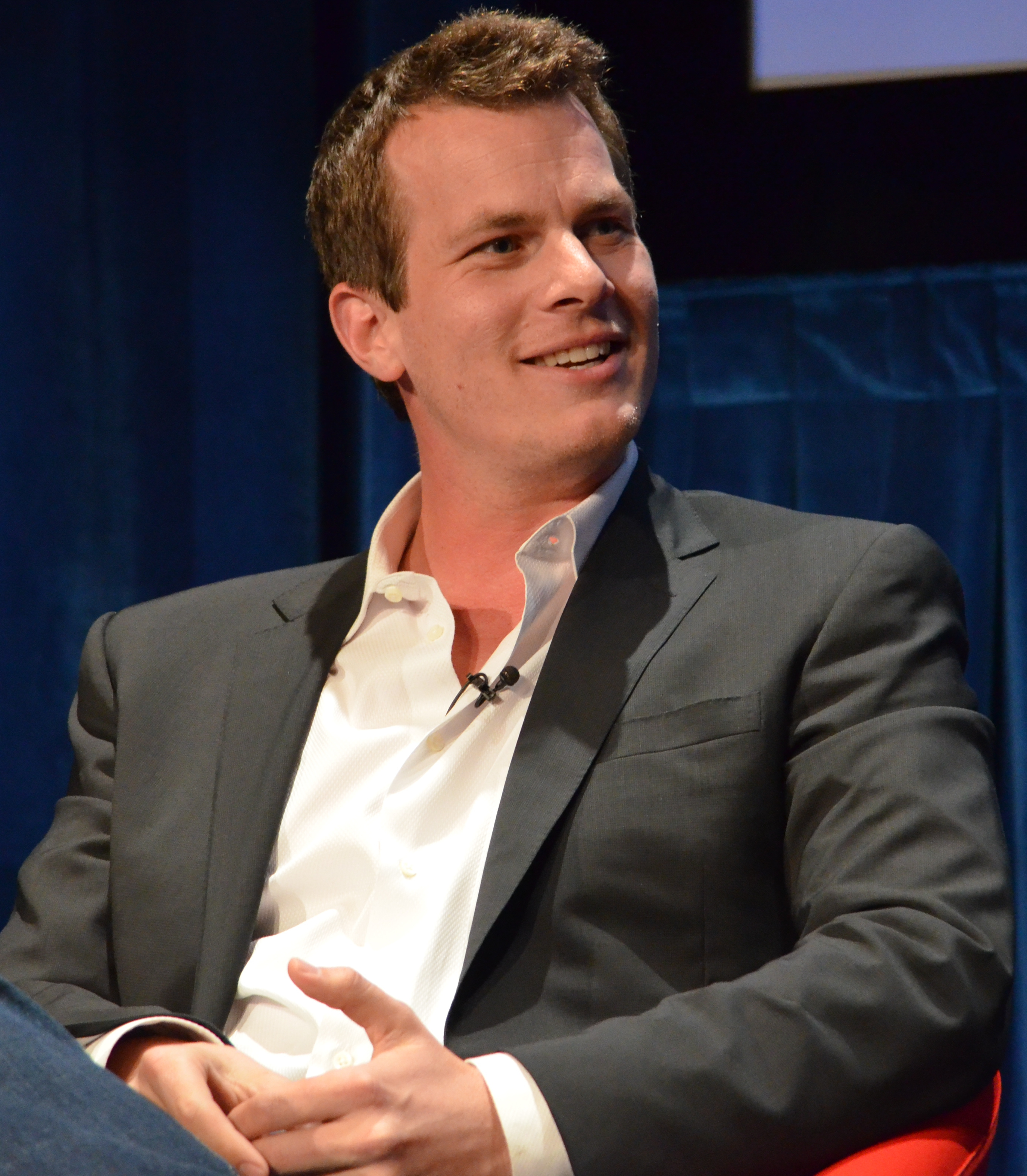
جوناثان نولان الذي شارك مع شقيقه كريستوفر نولان في كتابة الفيلم، في 1 مايو 2012.

قبل إصدار فيلم بداية باتمان كتب ديفيد إس. غويور وهو كاتب سيناريو معاييرٍ وحواراتٍ لتكملتيّ الفيلم حيث قدَّم شخصية الجوكر وهارفي دينت. وكانت نيته الأصلية أن يؤذي الجوكر هارفي دينت أثناء محاكمته في الفيلم الثالث، محوّلاً إياه إلى شخصية ذي الوجهين. ذكر غويور لمجلة دي سي كومكس أن قصَّة «باتمان: الهالووين الطويل» هي المرجع الأوَّل والمؤثِّر الأكبر على الحبكة. لكنَّه كان غير متأكدٍ من نيَّته لإخراج الفيلم الثاني، ومن جهة المخرج نولان فقد أراد أن يضع شكلاً جديداً لشخصية الجوكر على الشاشة، وأعلنت شركة وارنر برذرز بتاريخ 31 يوليو 2006 رسميًا مباشرتها إنتاج تتمّةٍ لفيلم بداية باتمان بعنوان فارس الظلام. يُعدّ الفيلم أوَّل فيلمٍ حركيٍّ لباتمان بدون الكلمة الفعلية «باتمان» في عنوانه كما أشار كريستيان بيل إلى أن هذا يجعل الفيلم مختلفاً كثيراً عن غيره.
بعد بحثٍ طويلٍ، اقترح الكاتب جوناثان نولان ظهور باتمان في المجلَّة المصورة باتمان من سنة 1940 كعاملٍ رئيسيٍّ للفيلم، وتمت استشارة جيري روبنسون وهو أحد مُبتكري شخصية الجوكر عن كيفية تصوير الشخصية. قرر نولان أن لا يتعمق في قصة الجوكر كثيراً بل تصوير صعوده إلى القمّة بدلاً من ذلك، وذلك كي لا يقلل من الخطر الذي يشكله، وقال شارحاً لأخبار إم تي في، «الجوكر الذي نريده في فارس الظلام غير مقيّدٍ، هو شريرٌ بشكلٍ لا يُصدق، هو بارزٌ مثلما فعل في القصص المصورة». وأضاف لموقع آي جي إن، «لم نُرد أبداً أن نبتكر قصةً أصليّةً للجوكر في الفيلم لأن الحبكة متركزةٌ بشكلٍ كبيرٍ على هارفي دينت، الجوكر يظهر كعنصرٍ مطلقٍ وعنصرٍ مشوقٍ جداً ومهمٍّ في الفيلم، لكننا أردنا أن نركز على نهوضه للقمة بدلاً عن قصَّته.» اقترح نولان رواية باتمان: النكتة القاتلة كعنصرٍ مهمٍ ومؤثرٍ على قسمٍ من حوار الجوكر في الفيلم، حيث يقول فيه أن أيَّ شخصٍ يُمكن أن يُصبح مثله إن وفِّرت له الظروف المُناسبة. اعتبر نولان أيضاً أن فيلم حرارة هو «نوعٌ من الإلهام» لغايته «ليحكيَ قصة المدينة»: «إذا كنت تريد أن تعمل على جوثام، عليك أن تعطيَ جوثام نوعاً من الأهميّة والسعة، لتجد نفسك تتعامل مع الشخصيات السياسية، شخصيات الإعلام، هذا الجزء يُظهر لك كيف أنّ كلَّ عناصر المدينة تلتحم معاً».
وِفقاً لنولان، فإن جزءً مُهماً من الفيلم وهو «التصعيد» أو «التشويق» وذلك لإطالة نهاية فيلم بداية باتمان مشيراً إلى أنّ «الأمور يجب أن تصبح أسوأ قبل أن تتحسن». وأوحى بضرورة متابعة الفيلم استخدام مواضيع فيلم بداية باتمان مثل العدالة ضد الانتقام ومشاكل بروس المتعلقة بوالده، وقال أيضاً أن الفيلم سيعرض بروس بصورة محققٍ لأن جزءً من شخصيته لم يظهر بشكلٍ كبيرٍ في بداية باتمان. ووصف المخرج المنافسة الودّية بين بروس واين وهارفي دينت على أنها «أساس» الفيلم. واختار أن يُلخّص مُجمل القصة ليتنّسى لدينت أن يصبح ذا الوجهين وهكذا يُعطي للفيلم لمسةً عاطفيةً لم يكن للجوكر أن يقدمها. أقرّ نولان بأن عنوان الفيلم ليس إشارةً لباتمان فقط بل إشارةً أيضاً لسقوط «الفارس الأبيض» هارفي دينت.

### التصوير

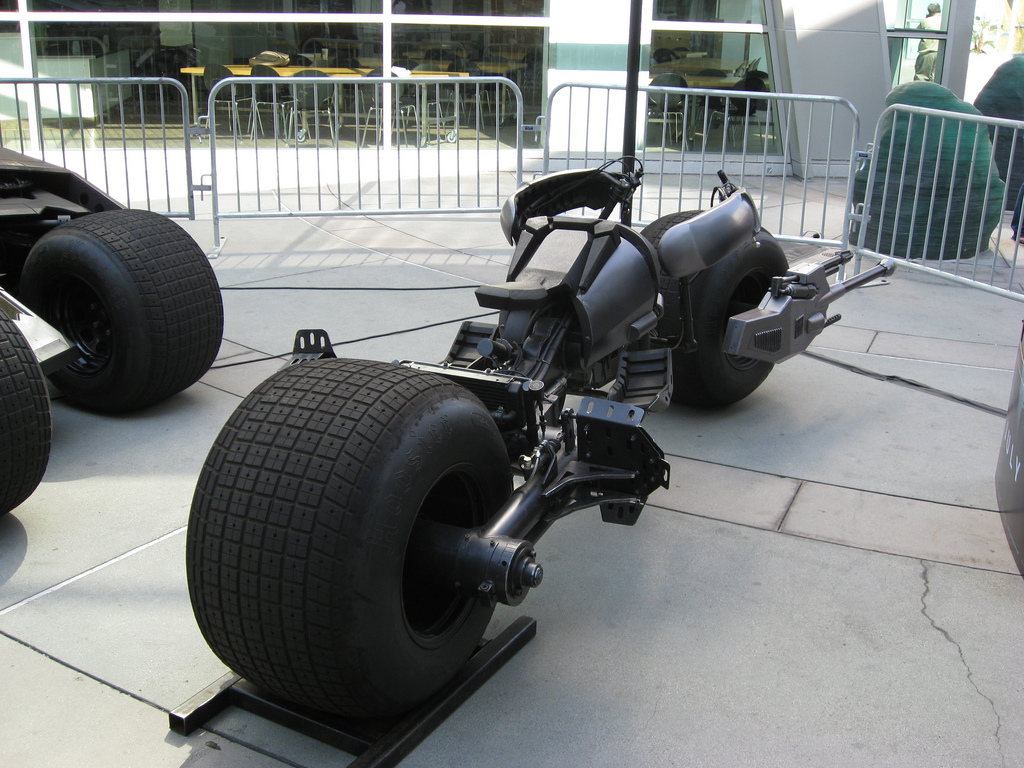
دراجة باتمان الخاصة المُسماة باتبود (batpod).

بينما كان روبيز هيغز يبحث عن أماكنٍ لتصوير الفيلم في أكتوبر 2006، قام بزيارة مدينة ليفربول مركّزاً على الواجهة البحرية للمدينة، كما زار يوركشاير وغلاسكو، بالإضافة إلى أجزاء من لندن. وفي أغسطس 2006 صرّح تشارلز روفن وهو أحد منتجي الفيلم بأن التصوير سيبدأ في مارس 2007، لكن تمّ تأجيله حتى أبريل. صوّر نولان أربعة مشاهدٍ رئيسيّةٍ لإصدار الفيلم في مسارح آيماكس، وتضمنت المشاهد مشهد الجوكر وهو يسرق البنك ومطاردات السيارات، وكانت تلك أوّل مرةٍ يُصوَّر بها فيلمٌ رئيسيٌّ بصيغة آيماكس ولو بصيغةٍ جزئيةٍ. وكانت الكاميرات التي لا تعمل بصيغة آيماكس من نوع بانافيجن.
لمدة 15 عاماً أراد نولان أن يُصوِّر باستخدام صيغة آيماكس، واستعملها «لبعض المشاهد التي ظن أنّها مهمةٌ.» لكنّ استخدام هذه الصيغة سبب عدّة مشاكلٍ لصانعي الفيلم: فالكاميرات أوسع وأثقل من الكاميرات القياسية وتُحدث ضوضاء أثناء استخدامها مما جعل تسجيل الحوارات صعباً. إضافةً إلى أن مدة شرائط الكاميرا قصيرةٌ فمتدها تتراوح ما بين 30 ثانيةً ودقيقتين. كما أن تكلفة بكرة الفيلم كانت أكبر من تكلفة أفلام 35 ملم القياسية. بالرغم من ذلك، تمنّى نولان لو أنّه كان بالإمكان تصوير الفيلم كاملاً بصيغة آيماكس قائلاً: «إذا أمكنك أخذ كاميرا آيماكس إلى جبل إيفرست أو إلى الفضاء الخارجي، إذن يُمكنك استخدامها في فيلم.» وقرر نولان أن يقوم بتركيب بعض مشاهد آيماكس مستخدماً الكاميرا الأصلية وذلك دون خسارة جودة الصورة، مما رفع دقة تفاصيل الصورة إلى ثمانية عشر ألف.

كريستوفر نولان (يساراً) وهيث ليدجر أثناء تصوير مشهدٍ من الفيلم باستخدام كاميرا آيماكس.

اختارت وارنر برذرز التصوير في شيكاجو لمدة 13 أسبوعاً، وذلك لأن نولان «حصل على تجربةٍ مبهرةٍ» أثناء تصوير جزءٍ من فيلم بداية باتمان هناك. وبدل استعمال مبنى مجلس شيكاغو للتجارة كالمركز الرئيسي لشركات واين مثل بداية باتمان، استُعمل مركز ريتشارد دالي. أُعطي الفيلم اسم «قبلة روري الأولى» وهو اسمٌ مزيفٌ لتخفيف الانتباه حول الإنتاج، لكن وسائل الإعلام المحلية سرعان ما اكتشفت ذلك. علّق ريتشارد روبر على الأمر وهو صحفيٌّ تابعٌ لصحيفة شيكاغو سن-تايمز: «هل هناك معجبٌ بباتمان في العالم كله لن يعرف أن قبلة روري الأولى هو فيلم فارس الظلام، والذي بدأ تصويره منذ أسابيع؟» إنتاج الفيلم في شيكاجو أضاف لاقتصاد المدينة 45 مليون دولار بالإضافة إلى خلقه آلافاً من فرص العمل. وبالنسبة لافتتاحية الفيلم التي تتضمن الجوكر، صُوِّر الفيلم من 18 أبريل 2007 إلى 24 أبريل من نفس السنة. ثم عادوا للتصوير من 9 يونيو 2007 حتى أواخر شهر سبتمبر. استُخدمت صورٌ حاسوبيةٌ أقل على عكس بداية باتمان لتمويه المدينة، فقد تم استخدام مواقعٍ معروفةٍ مثل: برج ويليس، نيفي بير، برج ترامب الدولي، مركز جيمس آر. تومبسون، شارع لاسال، محطة الألفية، ومطعم بيرجهوف. بالإضافة إلى فندق مصنع 71 الذ استُعمل كمستشفى جوثام، وتم استعمال مكتب بريد فان بيورين كبنك جوثام الوطني، والشارع الرئيسي واكر درايف لتصوير بعض المشاهد، ويظهر برج مارينا سيتي طوال الفيلم.
استديو باينوود، القريب من لندن، استُخدم يكون المكان الرئيسيّ للإنتاج. لقي فنيٌّ اسمه كونواي ويكليف حتفه أثناء تصوير مشاهدٍ لألعابٍ بهلونيةٍ باستخدام سيارة الباتموبيل مع بعض المؤثرات الخاصة بالقرب من مدينة تشيرتسي في سبتمبر 2007. أُهدي الفيلم لكل من هيث ليدجر وويكليف. في الشهر الموالي للحادثة تم تصوير كرةٍ ناريةٍ مزوّرةٍ في محطة كهرباء باترسي بالقرب من لندن الشيء الذي أثار قلق السكان خوفاً من حدوث هجومٍ إرهابيٍ على المحطة. وقد حصلت حادثةٌ مشابهةٌ أثناء التصوير في شيكاغو عندما دُمّر مصنع حلوىً والذي ظهر كمستشفى جوثام في الفيلم.
تمّ التصوير في هونغ كونغ من 6 نوفمبر إلى 11 من سنة 2007 في مناطق متعددةٍ منها أعلى بناء في المدينة وهو المركز المالي الدولي، واستُخدم هذا المركز لتصوير المشهد الذي يقبض فيه باتمان على لاو. واستُخدمت المدينة المحاطة في هونغ كونغ لتغطية أروقة وأزقّة مدينة جوثام في بداية باتمان، صُوّر المشهد باستخدام مروحياتٍ وطائراتٍ من نوع سي-130. أعرب المسؤولون عن قلقهم تجاه الضوضاء وحركة المرور. وفي ردة فعلٍ، أُرسِلت خطاباتٌ لسكان المدينة يُوّضح فيها أن مستوى الصوت سيكون قريباً للصوت التي تصدره الحافلات. وانتقد مناصرون للبيئة طلب صُنّاع الفيلم من أصحاب ناطحات السحاب بأن تبقى مضاءةً طوال الليل لتعزيز المشاهد، واصفين هذا الطلب بأنه إضاعةٌ للطاقة. اعتبر المصوّر السينمائي والي فيستر سكان المدينة «كابوساً» لدرجة أن نولان في نهاية المطاف اضطُر لإنشاء قفزة باتمان من ناطحة السحاب رقمياً.

### التصميم
وصفت مصممة الأزياء ليندي هيمينغ مظهر الجوكر بأنه انعكاسٌ لشخصيته، وأنه «لا يهتمّ بنفسه على الإطلاق»؛ كما وتجنّبت تصميمه كمتشرّدٍ، لكنها جعلته يبدو بمظهرٍ «غير مرتّبٍ، ووسخٍ،» بحيث «عندما تراه يتحرّك، ترى أنه مُرتعشٌ أو مُنفعلٌ». وأشار نولان، «لقد أضفنا هيام فرانسيس بيكون إلى [وجهه]. هذا الفساد، وهذا الاضمحلال في بنية النظرة نفسها. إنه قذرٌ، يمكنك تقريباً أن تتخيّل كيف تبدو رائحته». في سبيل خلق المظهر الفوضوي للجوكر، استوحت هيمينغ إلهامها من فنانو الثقافة الشعبية المضادة كأمثال، بيت دوهرتي، وإيغي بوب، وجوني روتن. وصف ليدجر قناع «المهرج» الذي يرتديه، والمصنوع من ثلاثة قطعٍ مختومةٍ من السيلكون، بأنه «تكنولوجيا جديدة،» ويستغرق فنانو الماكياج أقل من ساعة للانتهاء من عمل القناع، أسرع بكثيرٍ من الوجوه الصناعية التقليدية التي تستخدم عادةً. وذكر ليدجر أيضاً أنه بالكاد شعر أنه يضع ماكياجاً.
تصميم قناع الجوكر الخاص بهيمينغ وليدجر كان له تأثيراً في الثقافة الشعبية والسياسية في شكل ملصق باراك أوباما "الجوكر"، وأصبح منذ ذلك الحين ميماً بحد ذاته.
حسّن المصممون بزة الوطواط لتكون أفضل من سابقتها في بداية باتمان، مضيفين إليها أربطةً مطاطيّةً أوسع للمساعدة في ربطها ببيل، ولتوحي بأنها ذات تكنولوجيا أكثر تطورّاً. صُنعت البزّة من 200 قطعةٍ منفردةٍ من المطاط، والألياف الزجاجية، وشبكاتٍ معدنيةٍ، ونايلون. صُمم غطاء الرأس على غرار خوذة الدراجة النارية وتم فصلها عن قطعة الرقبة، مما سمح لبيل بالالتفات يميناً ويساراً والإيماءة برأسه للأعلى والأسفل. تم تجهيز الغطاء أيضاً لتظهر عدساتٍ بيضاء على الأعين حين تستخدم الشخصية تقنية الكشف بالسونار، وهذا ما يعطي باتمان مظهر الأعين البيضاء في القصص المصورة والرسوم المتحركة. تحتوي قفازات الحماية التي يرتديها باتمان على شفرات يمكن إطلاقها. على الرغم من أن الزّي الجديد أثقل بثمان باوندات، إلّا أن بيل وجد أنه أكثر راحةً ولا يسبب سخونةً حين ارتداءه. تم تصوير مدينة غوثام بتفاصيلٍ أقل مما كانت عليه في بداية باتمان. ذكر مصمم الإنتاج ثاثان كراولي: «لقد حاولت إبهام جوثام التي ابتكرناها في الفيلم الأخير»، وقال: «جوثام في فوضى، واصلنا تفجير الأشياء، حتى نتمكن من الحفاظ على صورنا نظيفة».

### المؤثرات البصرية

آرون إيكهارت مع مستحضرات التجميل وعلامات رصد الحركة أثناء التصوير. في الأسفل النتيجة النهائية للمؤثرات.

قدّم الفيلم درّاجة الباتبود (batpod) وهي إعادة إنشاءٍ لدراجة الوطواط (Batcycle)، وقد صمّم ناثان كراولي ستّ نماذجٍ للدراجة (صنعها مشرف المؤثرات الخاصَّة كريس كوربولد) وذلك احتياطاً لمشاهد التحطُّم الضرورية أو الحوادث المُحتملة. بنى كراولي نموذجاً أوّليًا للدراجة في مرآب نولان وذلك قبل ستة أشهرٍ من اختبارات السلامة. تُقاد الدراجة عن طريق الكتف بدلا من اليد، وتكون أيدي السائق محميّةً بدروعٍ تشبه الأكمام. للدراجة عجلاتٌ أماميٌّة وخلفيةٌ من نوع 508-مليمتر (عشرون إنشاً)، وصنعت لتبدو مُسلحةً بكُلّاباتٍ ومدافعٍ ورشاشاتٍ. المحركات موجودةٌ في محاور العجلات الموضوعة على بُعد 1067 مليمتر من كل جانبٍ من خزان الوقود. يضع السائق بطنه على الخزّان الذي بإمكانه تحريكه لأعلى وأسفل لتجنّب أيّ إطلاق نارٍ قد يتعرض له باتمان، أدّى جان بيير غوي وهو مؤدٍ للألعاب البهلونية مشاهد القيادة أثناء الفيلم بدلاً عن كريستيان بيل. كانت الدرّاجة غير مستقرّةٍ إلى حدٍ كبيرٍ وكان جان بيير هو الشخص الوحيد الذي استطاع أن يوازنها، وقال أن ذلك تطلب منه «إعادة تعلّم كيفية قيادة الدراجة النارية» ليتمكن من قيادة الباتبود، أصرَّ كريستيان بيل على تأدية مشاهد القيادة بنفسه لكن منعه الفريق خوفاً على سلامته.
صمّمَ نولان مظهر ذو الوجهين في الفيلم ليكون أقل إزعاجاً، قائلاً: «عندما نظرنا لأجزاء أقل تطرفاً من الشخصية، وجدناهم أكثر واقعيةً وأكثر إرعاباً، عندما تشاهد فيلماً مثل قراصنة الكاريبي أو أفلاماً مشابهةً، هنالك شيءٌ خياليٌّ فيها، مؤثراتٍ بصريةٍ دقيقةٍ جداً، وهذا في اعتباري أفضل وأقل مقتاً.» شعر نولان أن استخدام المستحضرات التجميليّة سيجعل الشخصية تبدو أقلَّ واقعيةً ولن تبدو مثل ضحايا الحروق، أنشأت شركة فرايمستور 120 لقطةً مولدةً بالحاسوب لمحيا ذو الوجهين المشوّه وبيّنت أنها قامت بتغيير موضع العظام والعضلات لجعل الشخصية تبدو دراميةً أكثر، ولكل لقطةٍ نُصّبَت ثلاث كاميراتٍ عالية الوضوح بجودة 720 بكسل في زواياً مختلفةٍ من أجل التقاط أداء آرون إيكهارت بشكلٍ كاملٍ، وضع آرون علاماتٍ على وجهه ولبس قلنسوةً اصطناعيةً كانت بمثابة إشارةٍ ضوئيةٍ، وتم إبقاء بضع لقطات في الفيلم. عدّلَت فرايمستور على لقطاتٍ من المشهد الذي حُرق فيه دينت، كان الأمر صعباً لأنه لم يكن واقعيًا أن يُحرق النصف فقط.

### الموسيقى التصويرية

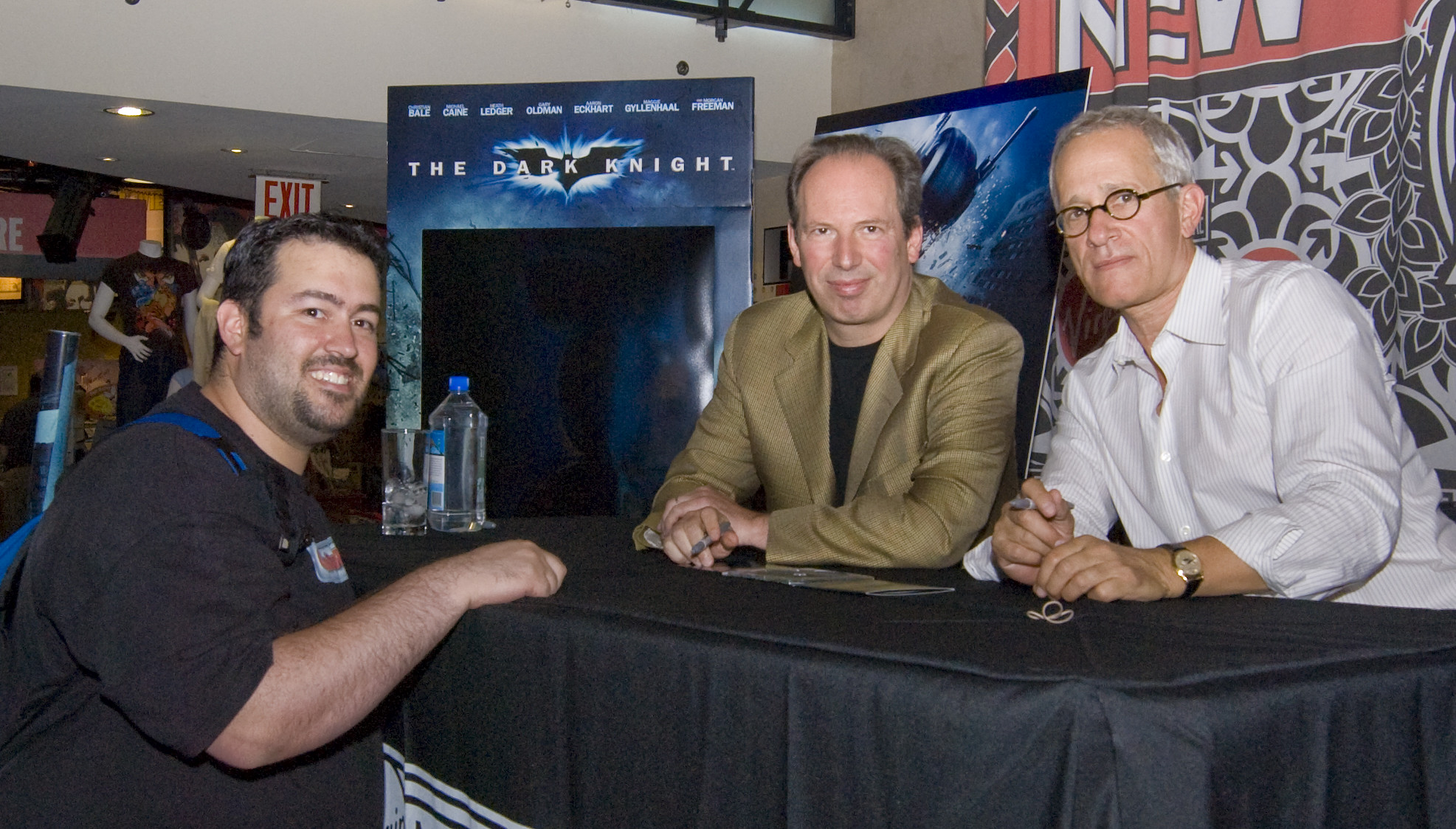
هانز زيمر وجيمس نيوتن هاوارد أثناء العرض الأول للفيلم.

هانز زيمر وجيمس نيوتن هاوارد واللذان سبق لهما تلحين بداية باتمان، عادا لتلحين الجزء الثاني. بدأ الإنتاج قبل التصوير، وخلال التصوير استلم نولان آي بود يحوِي 10 ساعات من التسجيل.
«لماذا كل هذه الجدية؟»، الموسيقى الخاصة بالجوكر مبنيةٌ على نغمتين. قارَن هانز أسلوبها بأسلوب كرافتفرك، إضافةً إلى فرقة ذا داميند. عندما توفي هيث ليدجر شعر هانز بأنّ عليه إلغاء هذا اللحن وتأليف لحنٍ جديدٍ، لكن قرر أنه لا يمكن أن يكون عاطفيّاً، وسيُعرّض «الأداء الشرير لهيث ليدجر» للخطر.
بالنسبة لجيمس نيوتن هاوارد فقد قام بتلحين الموسيقى الخاصة بهارفي دينت المسماة «أنيقٌ وجميلٌ»، والتي تعتمد على آلة نفخٍ نحاسيّةٍ. فاز ألبوم فارس الظلام: الموسيقى التصويرية الأصلي للفيلم الذي صدر في 15 يوليو، 2008 بجائزة غرامي لأفضل موسيقى تصويرية لفيلم وذلك في الحفل السنوي الحادي والخمسين للجائزة الذي أقيم في 8 فبراير 2009.

## التسويق

موقع WhySoSerious.com يطلب من المعجبين تجميع حروفٍ مكوِّنةٍ لرسالة الجوكر، "الطريقة الوحيدة المعقولة للعيش في هذا العالم هي العيش بدون قواعد"، ومن ثم عرضها في كولاج.

بدأت شركة ترفيه 42 ‏ في مايو 2007 حملة تسويقٍ واسعةٍ مستخدمةً جملة الفيلم الشهيرة «لماذا كل هذه الجدية؟»، كما أطلقت موقعاً يُظهر الحملة الانتخابية الخياليّة لهارفي دينت مع الشعار الانتخابي «أنا أُؤمن بهارفي دينت.» أرادت الشركة كسب اهتمام مُحبي الفيلم بجعلهم يفوزون بما يريدون أن يروه في النهاية، كما أنشأت الشركة نيابةً عن وارنر برذرز نسخةً مخرّبةً من جملة «أنا أُؤمن بهارفي دينت» وهي «أنا أيضاً أؤمن بهارفي دينت»، حيث تُحذف الرسائل التي أرسلها المعجبون ببطءٍ بالبكسل فتظهر في النهاية أوّل صورةٍ رسميّةٍ للجوكر، لاحقاً تم استبدال هذا بكلمة «هاها» مكررةً بكثرة، وجملةٌ تقول «نراكم في ديسمبر.»
أطلقت 42 Entertainment أثناء مؤتمر كومك-كون لسنة 2007 موقع WhySoSerious.com مع لعبةٍ بهدف مشاهدة الفيديو الدعائي وصورةٍ جديدةٍ للجوكر. وفي 31 أكتوبر 2007 تحوّل موقع الفيلم للعبةٍ جديدةٍ برسائل مخفيّة، مرشداً معجبي الفيلم للكشف عن دلائل في مواقعٍ معيّنةٍ في مُدنٍ كبيرةٍ عبر الولايات المتحدة، ولأخذ صور من اكتشافاتهم، تكشف الدلائل كاملةً عن صورةٍ جديدةٍ للجوكر بالإضافة إلى مقطعٍ صوتيٍّ له من الفيلم وهو يقول: «والليلة، ستَخرق قاعدتك الوحيدة.» إكمال اللعبة يقود لموقعٍ آخر اسمه قبلة روري المُميتة (في إشارة للاسم الزائف للفيلم)، الموقع يتيح للمعجبين إرسال صورٍ لهم وهم يرتدون أزياء الجوكر، هؤلاء الذين أرسلوا صورهم أُرسل لهم بريدٌ إليكتروني بنسخةٍ من الصحيفة الخيالية «ذا جوثام تايمز»، تقود نسخة الصحيفة الإلكترونية لعدة مواقعٍ أخرى.

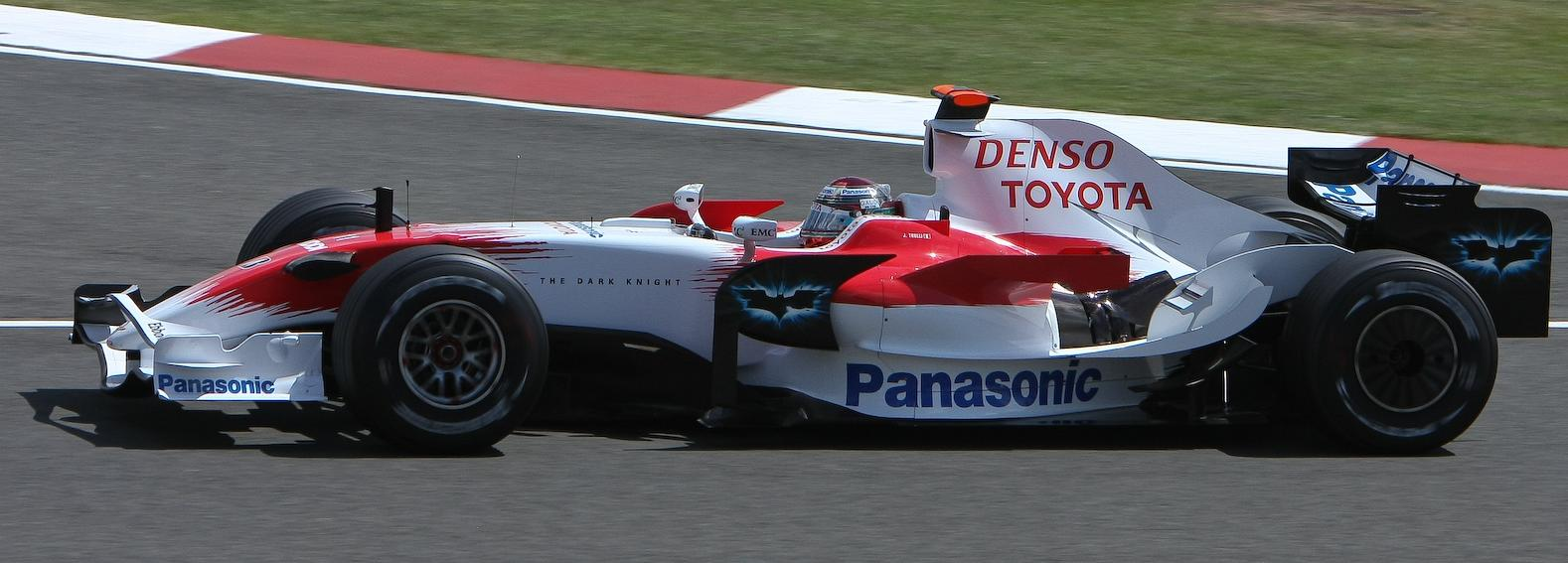
سيارة تويوتا الفئة الأولى عليها علامة باتمان في سباق جائزة بريطانيا الكبرى عام 2008.

صُوّر المشهد الافتتاحي للفيلم (سرقة الجوكر للبنك) بالإضافة إلى مشاهد مونتاج بمشاهد آيماكس من فيلم أنا أسطورة الذي أُصدر بتاريخ 14 ديسمبر 2007، وتم أيضاً إصدار فيديو تشويقيّ مع لقطاتٍ من فيلم أنا أسطورة وأيضاً في الموقع الرسمي. أُصدر المشهد على قرص البلوراي الخاص بفيلم بداية باتمان في 8 يوليو 2008. أصدر الاستديو بنفس التاريخ فيلم فيديو من نوع رسومٍ متحركةٍ بعنوان باتمان: فارس جوثام، يَعرض ما بين فيلمي بداية باتمان وفارس الظلام وهو من إخراج بروس تيم الذي شارك في صنع وإنتاج باتمان: السلسلة الرسومية، ومثل في الفيلم ممثل الصوت لباتمان كيفن كونروي، وكل الأقسام من كتابة جوش أولسون وديفيد إس. غويور وجريج روكا وبراين أزاريللو وجوردان غولدبرغ وآلان بورنيت، حيث قدم كلٌ منهم أسلوبه الفني المميّز، بشكلٍ مماثل مع عدة فنانين مشتركين في عالم دي سي.

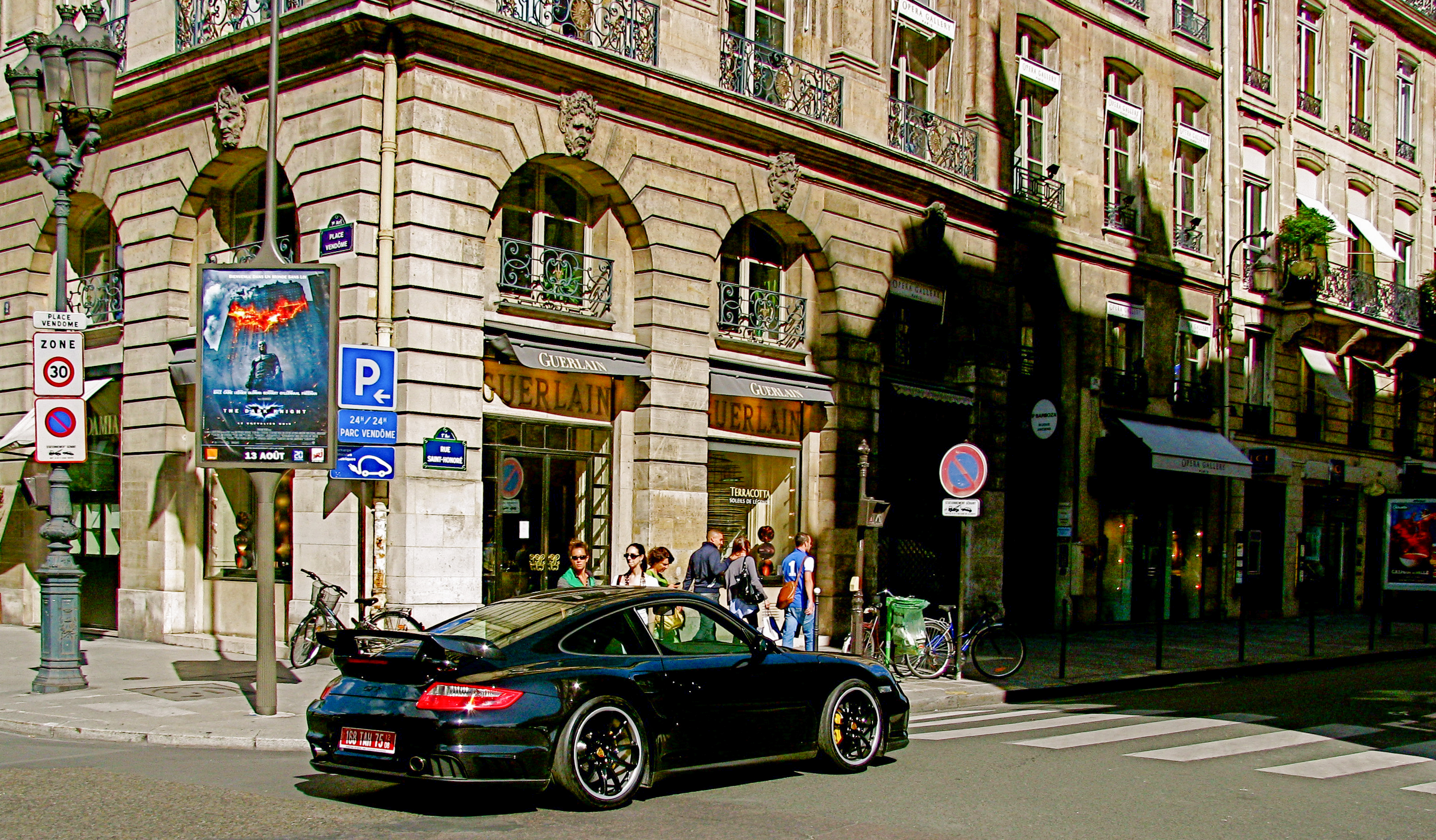
ملصق فيلم فارس الظلام يظهر في باريس بتاريخ أغسطس 2008.

بعد وفاة هيث ليدجر في 22 يناير 2008، ركّزَت وارنر برذرز حملتها الإعلانية على الجوكر،، كما قامت بتعديل بعض المواقع الموجهة للتسويق للفيلم ووضعت تذكاراً له في الموقع الرسمي للفيلم وركبت شريطاً أسوداً على صورة كولاج في موقع WhySoSerious.com الإلكتروني. وتم تحديث أنا أؤمن بهارفي دينت بتاريخ 29 فبراير 2008 حتى يستطيع المعجبون إرسال عناوين بريدهم الإلكتروني وأرقام هواتفهم. وبتاريخ مارس 2008، أعلَمت الحملة الانتخابية الخيالية لهارفي دينت المعجبين بأن حملةً انتخابيّةً حقيقيّةً من الحافلات ستجول مجموعةً من الدول بغاية الترويج لترشّيح هارفي دينت لمنصب المدّعي العام للمقاطعة.
بتاريخ 15 مايو 2008، افتتحت المدينتان الترفيهيتان Six Flags Great America وSix Flags Great Adventure أفعوانيّة فارس الظلام التي كلفت 7.5 مليون دولار لتطويرها لمحاكاة عملية مطاردةٍ من قِبل الجوكر. أنتجت شركة ماتيل دمىً وألعاباً للفيلم، وشخصيات عملٍ وأزياء لعب الأدوار ولعب ألواحٍ بالإضافة إلى أحجياتٍ وأونو، وبدأت تسويقهم وتوزيعهم بتاريخ يونيو 2008.
كرّست وارنر برذرز ستة أشهرٍ على استراتيجيةٍ لمكافحة القرصنة تضمنت تتبع الأشخاص الذين يملكون نسخة ما قبل النشر من الفيلم في أيّ وقتٍ. تواقيت عمليات الشحن والتسليم كانت متعاقبةً وخضعت للتفتيش المفاجئ وحُملَت سواء على الصعيد المحلي أو الخارجي لضمان عدم حدوث أيّ نسخٍ غير قانونيٍ للفيلم في صالات السينما. لكن تم تسريب نسخة ويب بعد قرابة 38 ساعةً من إطلاق الفيلم، وأثبت ذا بايرت باي محرك البحث المخصص للبت تورنت على قدرته على توفير الفيلم مجاناً، وسخِر من تاريخ صناعة الأفلام حيث قام بتغيير شعاره برسالةٍ ساخرةٍ.

## الإصدار
أقامت وارنر برذرز العرض العالمي الأول لفيلم فارس الظلام في مدينة نيويورك في 14 يوليو 2008 وكان العرض بتقنية الآي ماكس كما قام الملحنَين جيمس نيوتن هوارد وهانز زيمر بآداء بعضٍ من موسيقى الفيلم مباشرةً. قاد الإصدار التجاري للفيلم ردود الفعل الإيجابية التي شرب منها الفيلم حتى الثمالة والتي انصبت في أكثرها لصالح هيث ليدجر والجوكر أيضاً. أُصدر الفيلم تجاريّاً في أستراليا في 16 يوليو 2008 وجنى في يومه الأول ما يقرب من 2.3 مليون دولارٍ.
في الولايات المتحدة وكندا، وُزّع الفيلم على 4,366 دار عرضٍ، وكسر الرقم القياسي السابق لأكبر عدد من دور العرض الذي كان يحتفظ به فيلم قراصنة الكاريبي: في نهاية العالم في عام 2007. من ضِمن عدد دور العرض التي عُرض عليها الفيلم كان هناك 94 دار عرضٍ بتقنية الآي ماكس، وكان بمقدور الفيلم أن يُعرض على 9.200 دار عرض في الولايات المتحدة وكندا. على الإنترنت، قامت خدمة بيع التذاكر ببيع أعداد هائلة من التذاكر لحوالي 3.000 لمواعيد عرضٍ في منتصف الليل، وأيضاً باعت تذاكراً لمواعيد عرضٍ مبكرةٍ على غير العادة في يوم افتتاح الفيلم. جميع دور العرض بتقنية الآي ماكس التي عرضت فيلم فارس الظلام تم حجزها بالكامل في عطلة نهاية الأسبوع التي أُفتتح فيها الفيلم.

### الاستقبال
حصل الفيلم على نسبة إقبالٍ هي 94 بالمئة من النقاد بناءً على 289 مراجعة على موقع الطماطم الفاسدة بمتوسط 8.5/10. مُقارنةً مع موقع ميتاكريتيك، والذي يضع معيار 1 من مئةٍ بناءً على مراجعات النقاد المعروفين، فقد حصل الفيلم على معدل 82 بناءً على 39 مراجعة. تشير إحصاءات موقع سينماسكور أنّ رواد السينما أعطوا للفيلم علامة "A"، وأنّ الجمهور من الذكور والكبار.
تربَّع الفيلم على المركز الأول في لائحة قاعدة بيانات الأفلام لأفضل 250 فيلم على مر التاريخ بعد خمسة أيّامٍ من إصداره. والآن، فإن الفيلم في المركز الرابع، مع سابقه في المركز 103، ولاحقه في المركز 49.
منج روجر إيبرت من صحيفة شيكاغو سن-تايمز تقييم أربعةٍ من أربعةٍ واصفاً المسلسل بأنه «فيلمٌ رائعٌ بشكل مرعبٍ لدرجة أنّه يتجاوز الأصل ليصبح مأساةً لافتةً للانتباه»، وقد مدح أداء الممثلين والإخراج والكتابة قائلاً بأن الفيلم «يُعيد تعريف إمكانيات فيلم المجلات المصورة.» ووضّح روجر بأن «جوهر الأداء» هو من قِبل هيث ليدجر، كما ألمح إلى أنه قد يُصبح أوّل فائز بجائزة أوسكار غيبيّةٍ منذ بيتر فينش في 1976 (فاز هيث ليدجر بالجائزة في النهاية). اختار إيبرت الفيلم كواحدٍ من أفلامه المفضلة لسنة 2008. كتب بيتر ترافرس من مجلة رولينغ ستون أن الفيلم أعمق من سابقه، مع كتابةٍ مُتقنةٍ ترفض تدقيق الجوكر مع العلم النفسي المألوف، فبدلاً من ذلك يُجذب المشاهد مع نفسيّة بروس واين. مدح بيتر كل طاقم التمثيل قائلاً أنّ كل ممثلٍ يُقدم «لعبةً كاملةً» للفيلم. يقول أن بيل هو نسخةٌ مثيرةٌ من آل باتشينو في الجزء الثاني من العراب، وأنّ تمثيل آرون إيكهارت لدور هارفي هو «مخيفٌ بشكلٍ مؤثرٍ.» وأن ليدجر ينقل الجوكر من أداء جاك نيكلسون إلى منطقةٍ أكثر كآبةً ومقتاً، كما أعرب عن دعمه لأي ترشيح محتمل لحصول ليدجر على جائزة الأوسكار. ومدح صناع الفيلم قائلاً بأنهم نقلوا الفيلم من المجلة المصورة ليصبح أقرب لتحفة فنيّة، مشيراً إلى إخراج نولان والتصوير السينمائي لوالي فيستر اللّذان ساعدا على خلق عالمٍ خياليٍّ خامٍ وأوليّ، ومشيراً أيضاً إلى مشاهد عملية السطو التي صوّرها نولان باستخدام الآيماكس والتي نقلها عن فيلم حرارة. كتبت مانولا دارجيس من صحيفة نيو يورك تايمز «دمجوا ما بين الفنّ والصناعة، الشعر والترفيه، الفيلم أكثر ظلمةً وأعمق من أيّ فيلم هوليوود من نفس النوع.» وضعت مجلة انترتينمنت ويكلي الفيلم في قائمة أفضل أفلام العقد، قائلةً أن «كل بطلٍ عظيمٍ في حاجةٍ إلى شريرٍ عظيمٍ. وفي 2008، وجد باتمان الخاص بكريستيان بيل عدوّه في الجوكر الخاص بهيث ليدجر».

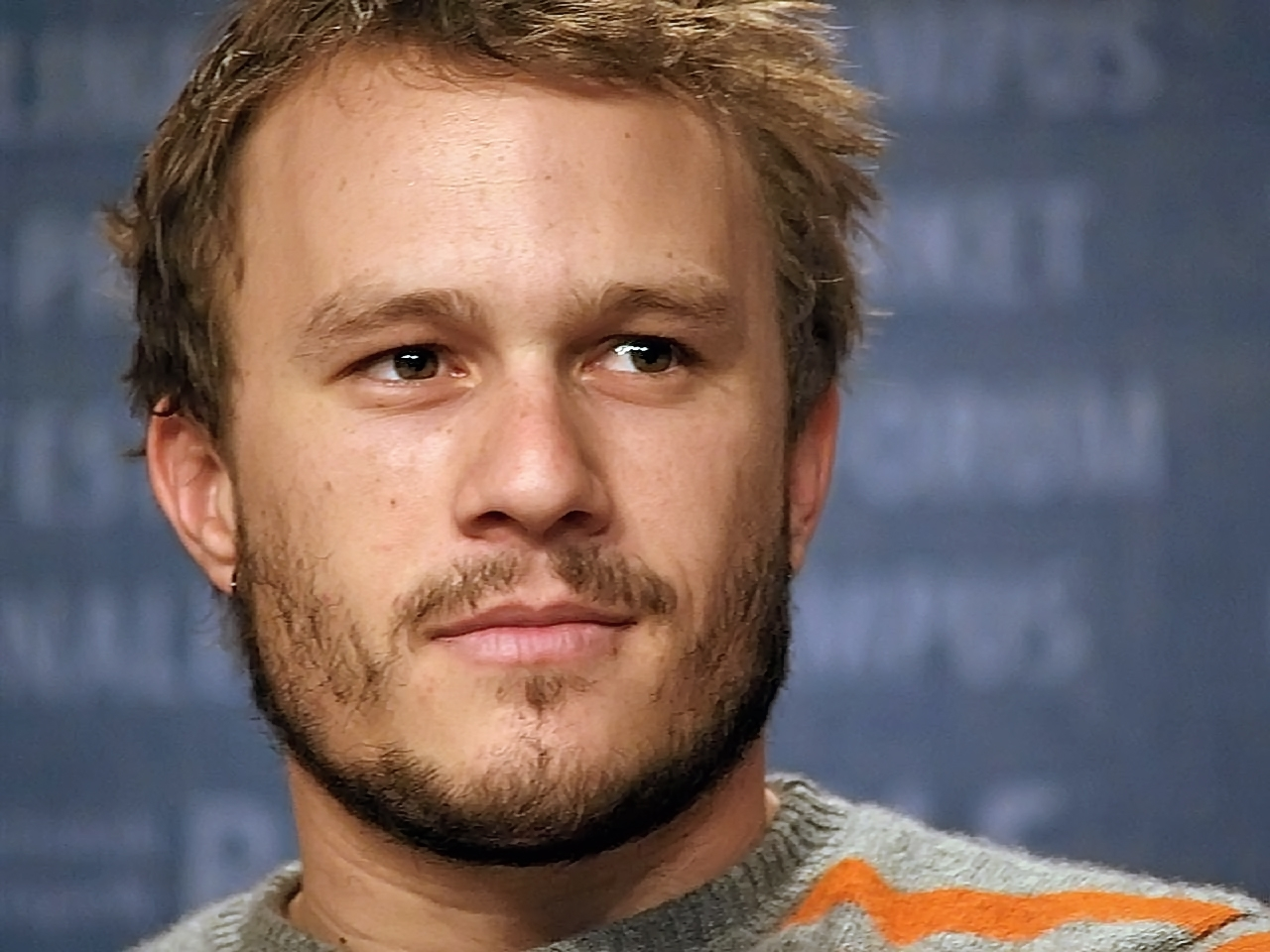
أداء هيث ليدجر في الفيلم تلقى مديحاً كبيراً وأكسبه جائزة الأوسكار لأفضل ممثل مساعدة عام 2009

كتب إيمانويل ليفي أن ليدجر «ينسى نفسه تماماً» في الدور، وأن الفيلم يُمثّل «أفضل أفلام نولان وأكثرُها دقةً»، وأن الفيلم يحتوي على كل الجوانب المثيرة والرنانة في جميع أفلام باتمان. ويصف مشاهد الحركة على أنها واحدةٌ من أفضل المشاهد في أي فيلمٍ أمريكيٍ منذ سنواتٍ، كما يعتبر موقع التصوير في هونغ كونغ مبهراً بشكلٍ خاصٍ من ناحية المؤثرات. استخلص بيتر وليفي أن الفيلم «مرعبٌ وأسطوريٌ». من جهةٍ أخرى، يقول ديفيد دنبي من مجلة النيويوركر أن القصة ليست متكاملةً بما فيه الكفاية لتجسيد التفاوتات بشكل صحيح، وأن الفيلم اندفاعيٌّ بشكلٍ كبيرٍ وطويلٌ أيضاً، كما انتقد بعض المشاهد التي وصفها بأنها بلا فائدةٍ أو مجرد قطعٍ صغيرةٍ أصبحت مثيرةً للاهتمام. وصرح بأن النزاع الرئيسي عملي، لكن «نصف الفريق فقط يستطيع تجسيده»، قائلاً أن كريستيان بيل جعل بروس واين «هادئاً» وأن أداء ليدجر «الشرير والمرعب» يسرق الأضواء باستمرار من باتمان «العنيد والسَّمِج»، ويعتبر أداء ليدجر هو عامل نجاح الفيلم الوحيد، ويختم دنبي كلامه قائلاً أن ليدجر «ساحرٌ» في كل مشهد. كان صوت باتمان (والذي تم تغييره جزئياً في مرحلة ما بعد الإنتاج) موضع الانتقاد من قبل العديد من المعلقين، وصف ديفيد ادلشتاين من الإذاعة الوطنية العامة إيصال أدائه مع «صوتٍ عميقٍ بشكلٍ مبالغٍ فيه أكثر من أيّ وقتٍ مضى.» ألونزو دورالدي من إذاعة إم إس إن بي سي أشار إلى أن صوت باتمان في فارس الظلام هو «خشنٌ وغريبٌ» خلافاً لفيلم بداية باتمان، وأن الصوت بدا لألونزو كصوت طفلٍ عمره 10 سنوات قام بتغيير صوته إلى صوت بالغٍ ليقوم بخُدع المكالمات الهاتفيّة.
احتل فارس الظلام المرتبة الخامسة عشر في قائمة أفضل خمس مئة فيلمٍ على مر التاريخ في مجلة إمباير لسنة 2008، بناءً على أصوات 10,000 قارئٍ، و150 مدير فيلم، وخمسين ناقداً مصرحاً به. احتل أداء ليدجر لشخصية الجوكر أيضاً المرتبة الثالثة في قائمة أفضل 100 شخصية أفلام على مر التاريخ. وفي يونيو 2010، احتل الجوكر المرتبة الخامسة على قائمة مجلة انترتينمنت ويكلي لأفضل شخصية للعشرين سنةً الماضية. وضعت مجلة بيست الفيلم في الحادية عشر على قائمة أفضل خمسين فيلماً للعقد (2000-2009). وشملت قائمة مجلة American Cinematographer لأفضل لقطة فيلم لفترة 1998-2008 فيلم فارس الظلام حيث جاء من ضمن الرتب العشر الأولى، وقد شارك أكثر من 17,000 شخصٍ حول العالم في الاقتراع الأخير. وفي مارس 2011 انتخب مستمعو إذاعتي راديو بي بي سي 1 وBBC Radio 1Xtra الفيلم في الرتبة الثامنة كأفضل فيلمٍ لهم. صنفت مجلة Total Film فيلم فارس الظلام في المرتبة السادسة لأكثر الأفلام تكاملاً في الخمسة عشر سنةً الماضية، حيث كتبت «فيلم كريستوفر نولان النفسي الدرامي كان أكثر الأفلام إثارة في عقده - وأكثرها تحدياً.»

#### الردود
كاتب الغموض أندرو كليفن، كتب في صحيفة وول ستريت جورنال مُقارناً التدابير المتطرفة التي اتخذها باتمان لمحاربة الجريمة بتلك التي استخدمها الرئيس الأمريكي جورج دبليو بوش في حربه على الإرهاب. يدّعي كليفن أنه، «على مستوىً ما» فارس الظلام هو «أنشودة شكرٍ تُمجّد الثبات والشجاعة الأخلاقية التي أظهرها جورج دبليو بوش في وقت الإرهاب والحرب هذا.» يُدعّم كليفن قراءته هذه للفيلم من خلال مقارنة باتمان ببوش، يقول كليفن مبرراً: «في بعض الأحيان يجب عليه تخطّي حدود الحقوق المدنيّة للتعامل مع الحالات الطارئة، مؤكداً أنه سوف يُعيد تأسيس تلك الحدود حين تنتهي حالة الطوارئ». تلقّت مقالة كليفن انتقاداتٍ على الإنترنت وفي وسائل الإعلام السائدة، كالمدونة الجماعيّة «ذا بلانك» التابعة لمجلة ذا نيو ريببلك. في استعراضه للفيلم في صحيفة ذا صاندي تايمز، وصل كوزمو لانديسمان إلى استنتاجٍ معاكسٍ لكليفن، محتجّاً بأن فارس الظلام «يُقدّم كفديةٍ، الكثير من الهراء الأخلاقي حول كيف أنه يجب علينا معانقة الإرهاب - حسناً، لقد بالغت. في جوهرها، ومع ذلك، هي مناقشةٌ طويلةٌ ومضجرةٌ حول كيف أنه لا يجب أبداً للأفراد والمجتمع التخلي عن سيادة القانون في سبيل النضال ضد قوى الفوضى. في محاربة الوحوش، يجب علينا أن نحرص على ألاّ نُصبح وحوشاً - ذلك النوع من الأشياء. مُؤيدو الفيلم -الحركة المناهضة للحرب- يدّعون أنه، في سبيل مُحاربة الإرهاب، أنت تُهيّئ الأوضاع لمزيدٍ من الإرهاب. تبيّن لنا أن الأناس الأبرياء ماتوا بسبب باتمان - وهو مُذنبٌ بسبب ذلك». كتب بنيامين كيرشتاين قائلاً، أن لكلاً من كليفن ولانديسمان «وجهة نظر»، لأن «فارس الظلام هو مرآةٌ مثاليّةٌ للمجتمع الذي يشاهده: مجتمعٌ منقسمٌ جداً بشأن قضايا الإرهاب وكيفية محاربته، لأوّل مرةٍ منذ عقود، الاتجاه الأمريكي السائد لم يعد موجوداً».

#### المواضيع والتحليلات
وفقا لديفيد إس. غويور، الموضوع الرئيسي لفارس الظلام هو التصعيد. مدينة غوثام ضعيفةٌ والمواطنون يلومون باتمان على العنف والفساد في المدينة، إضافةً إلى تهديدات الجوكر، التي تدفعه لتخطّي حدوده، والاعتقاد بأن بإمكانه أخذ القوانين بين يديه في سبيل إفساد المدينة. أشار روجر إيبرت إلى أنه، «طوال الفيلم، يبتكر [الجوكر] مواقفاً مبتكرةً تجبر باتمان، والمفوض جوردون، والنائب العام هارفي دينت باتخاذ قرارتٍ أخلاقيّةٍ مستحيلةٍ. في النهاية، جميع الأسس الأخلاقيّة لأسطورة باتمان تصبح مهددةً».
ذكر نقادٌ آخرون موضوع انتصار الشر على الخير. هارفي دينت الذي يُشار إليه في بداية الفيلم بـ«فارس غوثام الأبيض» ينتهي به الأمر إلى أن يُستدرج إلى الشر. الجوكر، من ناحيةٍ أخرى، يعتبر تمثيلاً للغوغائية والفوضى، فليس لديه دوافعٌ، ولا أوامرٌ، وليس لديه رغبةٌ سوى التخريب و«مشاهدة العالم يحترق». المنطق الرهيب للأخطاء البشر هو موضوعٌ آخر كذلك، يعرض مشهد العبارة كيف أنه يمكن وبسهولة إغراء البشر لارتكاب الإثم.

#### الجوائز

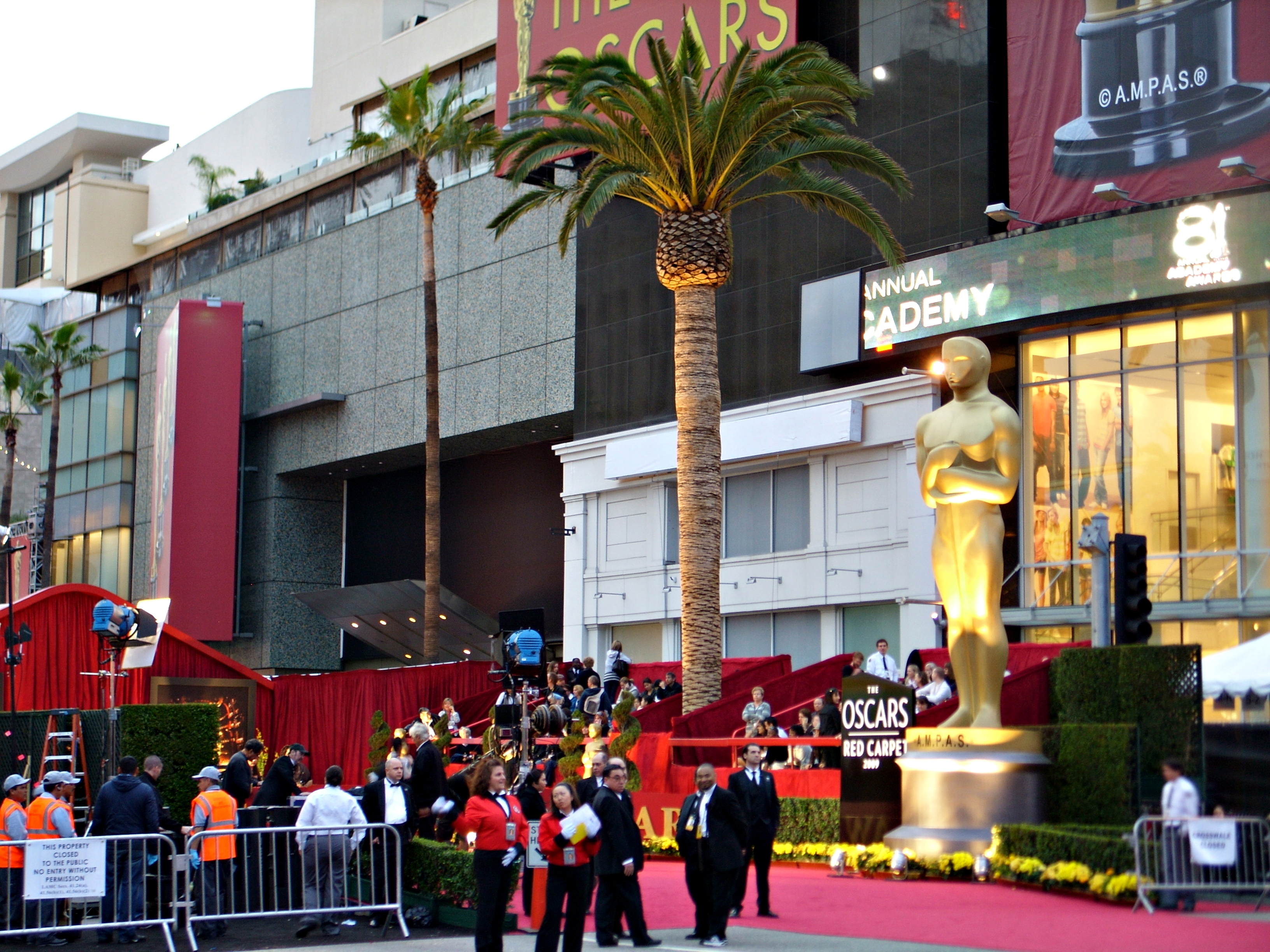
صورة من حفل توزيع جوائز الأوسكار 81 عام 2009

نال الفيلم العديد من الجوائز والترشيحات، ولعل أبرز هذه الترشيحات كانت من نصيب هيث ليدجر الذي اكتسح بشكلٍ شبه كاملٍ أكثر من عشرين جائزةٍ فرديّةٍ، بما في ذلك جائزة الأوسكار لأفضل ممثلٍ مساعدٍ، وجائزة نقابة ممثلي الشاشة لأفضل ممثلٍ مساعدٍ عن الأداء المتميز في أداءه لدور الجوكر، وجائزة غولدن غلوب لأفضل ممثلٍ مساعدٍ، وجائزة بافتا لأفضل ممثلٍ في دورٍ ثانويٍّ. تلقّى الفيلم ترشيحاتٍ من نقابة الكتاب الأمريكية منها أفضل سيناريو مقتبسٍ، ورابطة المنتجين الأمريكية، ونقابة المخرجين الأمريكية، فضلاً عن عددٍ كبيرٍ من ترشيحات جائزة أخرى. وقد رُشّح لجائزة أفضل فيلمٍ في جائزة اختيار النقاد للأفلام، وكان اسمه واحدًا من أكبر عشرة أفلامٍ لعام 2008 من قِبل معهد الفيلم الأمريكي.
رُشح الفيلم لثمان جوائز أوسكار في حفل توزيع جوائز الأوسكار الواحد والثمانين، محطمًا بذلك الرقم القياسيَّ السابق الذي حمله فيلم ديك تريسي أكبر عدد ترشيحاتٍ حصل عليها فيلمٌ مبنيٌّ على مجلةٍ مصورةٍ. فاز فارس الظلام بجائزتي أوسكار هما: جائزة أفضل ممثلٍ مساعدٍ حيث حصل عليها الممثل هيث ليدجر، وأفضل مونتاجٍ صوتيٍّ، ورُشح الفيلم لِسِت جوائز أخرىً هي أفضل تصويرٍ سينمائيٍّ، وأفضل تصميم إنتاج، وأفضل تأثيراتٍ بصرية، وأفضل خلط أصواتٍ، وأفضل مونتاجٍ وأفضل مستحضرات تجميلٍ وتصفيف شعر. هيث ليدجر هو الممثل الأول الحاصل على جائزة أفضل ممثلٍ مساعدٍ غيبيّةٍ (أي بعد وفاته) والحاصل الثاني الذي يحصل على جائزةٍ غيبيةٍ (حصل بيتر فينش على جائزةٍ غيبيةٍ وهي جائزة أفضل مساعد لدوره في فيلم شبكة). إضافةً لهذا، فوز ليدجر كان الأبرز بين كل فئات الأوسكار الأخرى بالنسبة لفيلم بطل خارق، أثنت أغنية افتتاحية عرض الأوسكار على فارس الظلام بجانب الأفلام الخمسة المرشحة الأخرى، كما أن المضيف هيو جاكمان ركب نموذجًا مشابهًا للباتبود مصنوعاً من القمامة، وبالرغم من نجاح الفيلم الكبير فإنه لم يحظ بمكانٍ في لائحة الترشيحات لأفضل فيلم، مما جعل البعض ينتقد الأكاديمية. وبسبب هذا الإغفال، قامت الأكاديمية بتغيير رقم الترشيحات لأفضل فيلم من خمسة وهو العدد التقليدي إلى عشرة، وفي فقرة الأسئلة والأجوبة التي أتت بعد الإعلان قال رئيس الأكاديمية سيدني غانيس: «لن أكون صريحًا معكم إذا قلت أن الكلمات فارس الظلام لم تُذكر».
رُشح الفيلم لجائزة غويا لفئة أفضل فيلمٍ أوروبيٍ. كما رُشح في اليابان لجائزة ساين لفئة الخيال العلمي، وأيضًا لجائزة الأكاديمية اليابانية لأفضل فيلمٍ أجنبيٍ.

### شباك التذاكر

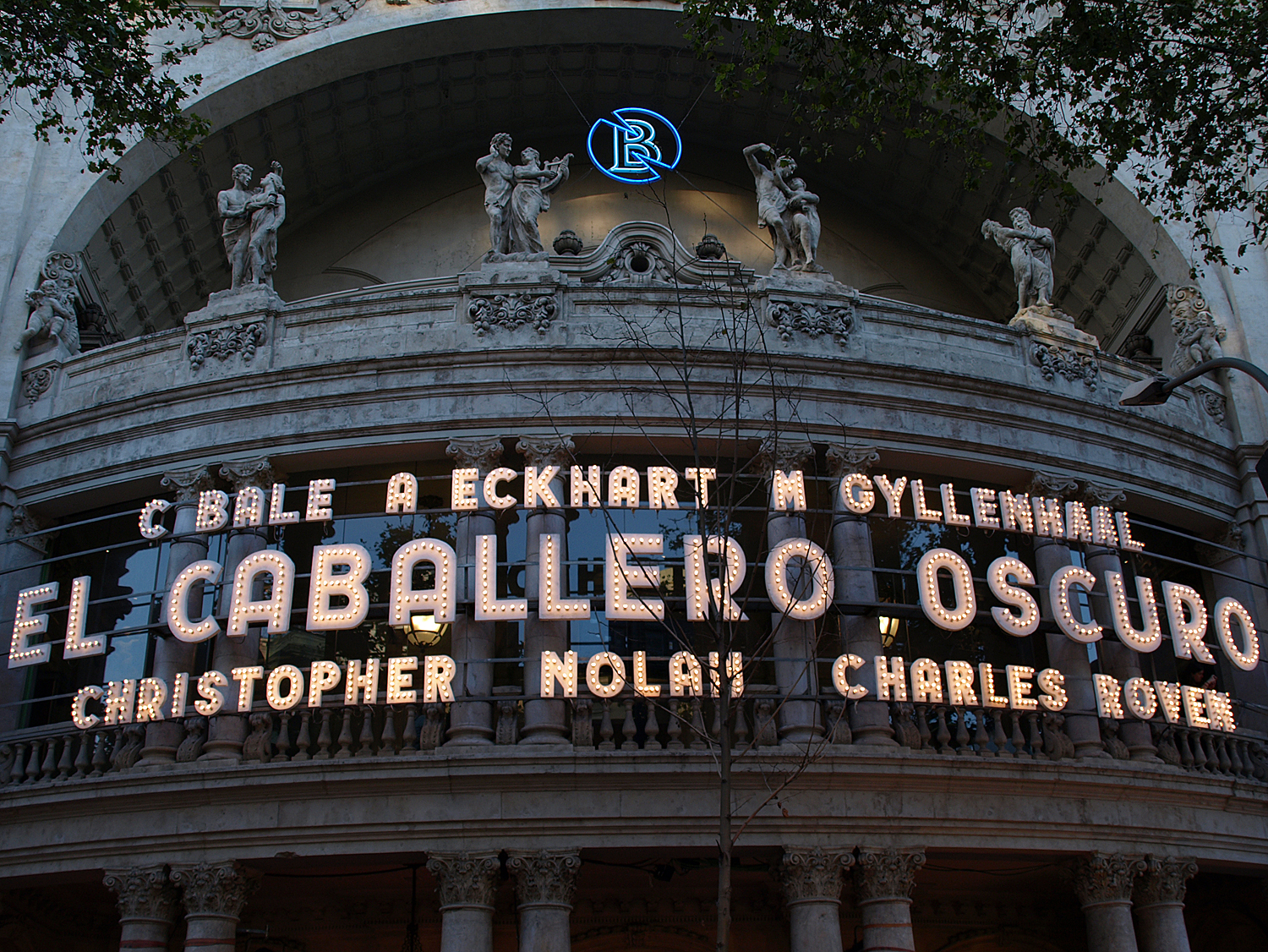
واجهة سينما في برشلونة - إسبانيا أثناء العرض الأول للفيلم.

جنى فيلم فارس الظلام 534,858,444 دولارٍ أمريكيٍّ في أمريكا الشمالية و469,700,000 دولارٍ في المناطق الأخرى ليصبح مجموع ما جمعه في جميع أنحاء العالم 1,004,558,444 دولار. بذلك أصبح الفيلم الرابع في التاريخ الذي تجاوز إجماليّ ما جمعه أكثر من مليار دولارٍ في جميع أنحاء العالم والفيلم الأعلى إيراداتٍ في عام 2008 في جميع أنحاء العالم. اليوم هو في المرتبة السابعة عشر في قائمة أعلى الإيرادات على الإطلاق في جميع أنحاء العالم. يحتل الفيلم الترتيب 34 في قائمة أعلى الافتتاحيات على الإطلاق إذ جنى في عطلة نهاية الأسبوع التي أُفتتح فيها مبلغ 199,700,000 دولار.
في محاولةٍ لتجاوز مجموع ما جنى الفيلم المليار دولار في جميع أنحاء العالم، ومن أجل زيادة فرص الفيلم في الحصول على جوائز الأوسكار خصوصاً مع اقتراب موعد التصويت لجوائز الأوسكار، أعادت وارنر برذرز إصدار الفيلم في دور السينما والمسارح التقليديّة والأيماكس في الولايات المتحدة - وكذلك في البلدان الأخرى في 23 يناير 2009. قبل إعادة إصدار الفيلم كان مجموع إيراداته قد بلغ 997 مليون دولارٍ، وتحقق الهدف أخيراً في عبور حاجز المليار دولار في فبراير 2009.

#### أمريكا الشمالية
اُفتتح فيلم فارس الظلام يوم الجمعة، 18 يوليو، 2008. وحقق رقماً قياسياً لعروض منتصف الليل، حيث جنى 18.5 مليون دولار من 3,040 دار عرضٍ (وهو رقمٌ قياسيٌّ في وقته أوّل من تجاوزه بعد ذلك فيلم هاري بوتر والأمير الهجين). تضمّنت مكاسب افتتاح منتصف الليل 640,000 دولارً من عروض آيماكس. عُرض الفيلم على 9,200 شاشة في مجموع 4,366 مسرح (ويعدّ هذا رقماً قياسيًا في وقته أول من تجاوزه بعد ذلك هو فيلم آيرون مان 2). حقق أيضاً رقماً قياسيًا في وقته من خلال مجموع إجمالي الافتتاح وإجماليّ مكاسبه في يومٍ واحدٍ بمبلغ 67.2 مليون دولار (كلا الرقمين تم كسرهما من قِبل فيلم ملحمة الشفق: قمر جديد). في عطلة نهاية الأسبوع التي أُفتتح فيها الفيلم حقق رقماً قياسيًا في مكاسبه إذ جنى 158.4 مليون دولار وتم كسر هذا الرقم من فيلم هاري بوتر ومقدسات الموت – الجزء 2. يحتل الفيلم المرتبة الثامنة في قائمة أعلى متوسط مكاسبٍ لكل مسرح في عطلة نهاية الأسبوع لكل الأوقات بـ 36,283 دولار.

بيعت في أول عطلة نهاية أسبوع للفيلم 22.37 مليون تذكرة بمتوسط 7.06 دولار في 2008، وهذا يعني أنه أكثر من عدد التذاكر التي بيعت لفيلم سبايدر مان 3 إذ باع 21.96 مليون تذكرة بمتوسط 6.88 دولار في 2007.

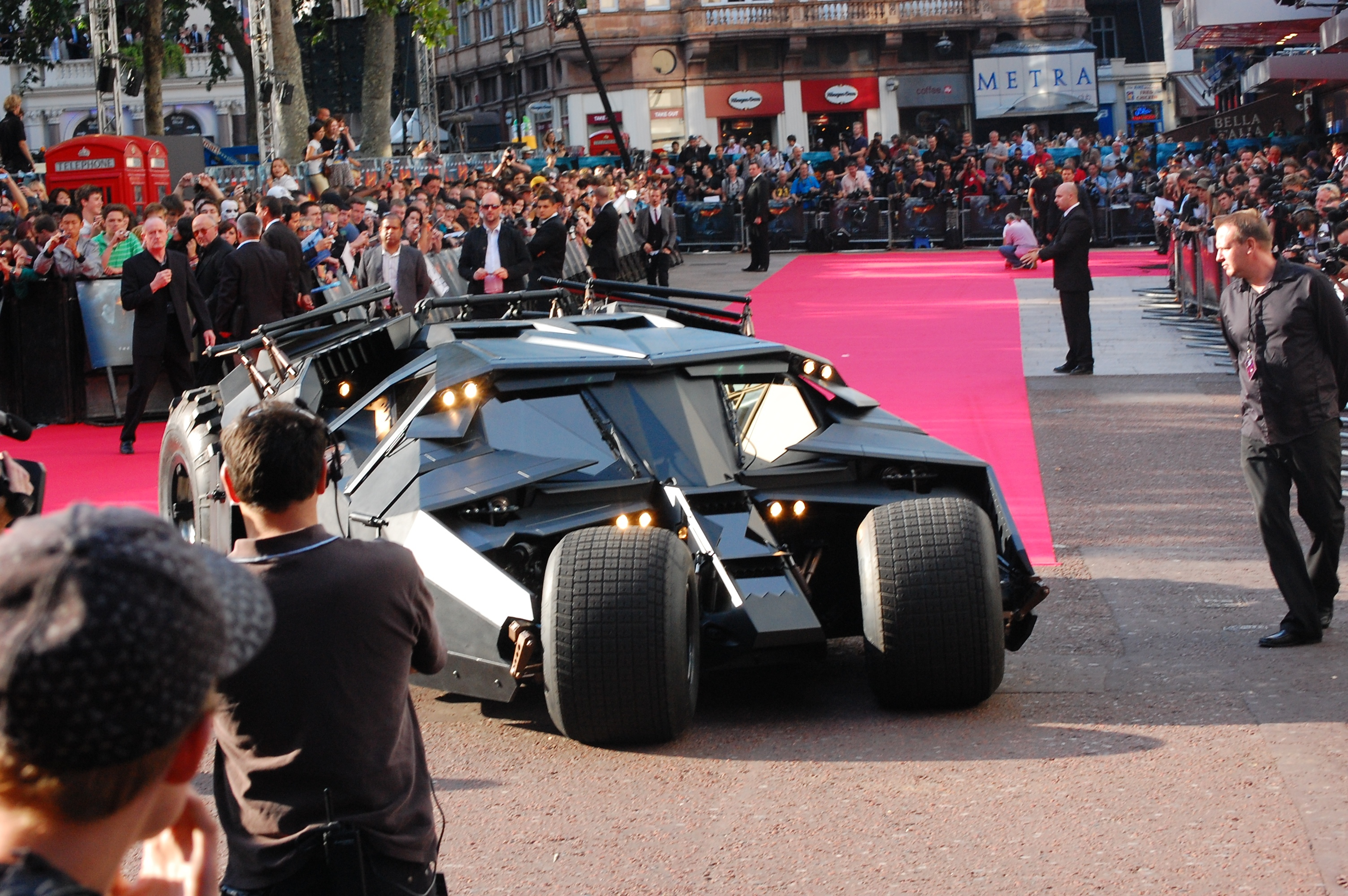
العرض الأول للفيلم في أوروبا الذي استخدمت فيه سيارة باتمان الشهيرة.

 بالإضافة لذلك سجل الفيلم رقماً قياسيًا من خلال افتتاحه في عطلة نهاية الأسبوع إذ حقق مكاسبً بلغت 6.3 مليون دولار على مسارح الآيماكس (تم كسر هذا الرقم من قِبل فيلم ستار تريك). يحتل الفيلم المركز الثاني في قائمة أعلى مكاسب يوم الأحد لكل الأوقات إذ بلغت مكاسبه 43.6 مليون دولار. كما حقق الفيلم رقماً قياسيًا في أكبر مبلغٍ يجنيه فيلمٌ في الأسبوع الافتتاحي من الجمعة للخميس بمبلغ 238.6 مليون دولار (كلا الرقمين تم كسرهما من فيلم المنتقمون). كما حقق أكبر إجماليٍّ تراكميٍّ خلال اليوم الثالث والرابع من إطلاقه (تم تجاوز هذا الرقم من قِبل فيلم هاري بوتر ومقدسات الموت – الجزء 2) وهكذا حتى اليوم العاشر من إطلاقه (تم كسره من قِبل فيلم المنتقمون). وعلاوةً على ذلك، كان أسرع فيلمٍ يصل إلى 100,000,000 دولار (تجاوزه فيلم ملحمة الشفق: قمر جديد)، كما كان الأسرع في الوصول لـ 150 مليون دولار أضف على ذلك كان الأسرع في الوصول لكل 50 مليون دولار إضافيةٍ حتى وصول إجماليه إلى 450 مليون دولار (تم كسر هذا الرقم من فيلم المنتقمون)، كما كان الأسرع في الوصول لـ 500 مليون دولار (تجاوز هذا الرقم فيلم أفاتار). أخيراً حقق رقماً قياسيّاً في أكبر إجماليٍ يحققه فيلم في أسبوعه الثاني (تم كسره من فيلم أفاتار).

كما حقق أكبر إجماليٍّ يجنيه فيلم في يوم السبت بمبلغ ($51,336,732). في أول يوم اثنين جنى الفيلم 24.5 مليون دولار مما جعله أكثر فيلمٍ يجني مبلغاً في يوم اثنين لا يكون إجازة وفي الترتيب الرابع كان أكثر فيلم يجني مبلغاً في يوم الإثنين على الإطلاق، في أول يوم ثلاثاء لإطلاق الفيلم جنى 20.9 مليون دولارً مما جعله أكثر فيلم يجني مبلغاً في يوم الثلاثاء الغير افتتاحي وثاني أكثر فيلمٍ ربحاً في يوم الثلاثاء على الإطلاق. جدير بالذكر أنه يحتل المركز الثاني في أكثر فيلمٍ يجني مبلغاً في عطلة نهاية أسبوع الافتتاح بمجموع بلغ (253,586,871) دولار، كما كان هو الفيلم الوحيد في عام 2008 الذي تصدر شباك التذاكر الأمريكي لأربعة أسابيع متتالية.
حقق فيلم فارس الظلام أعلى الإيرادات في عام 2008، وثاني أعلى الإيرادات في أفلام الأبطال الخارقين، وثاني أعلى الإيرادات لفيلم مستندٍ على الرسوم الهزلية، ورابع أعلى فيلم في الإيرادات على الإطلاق في أمريكا الشمالية. وبتعديلها لمراعاة تضخم سعر تذكرة فهو يحتل المرتبة 29.

#### الأسواق خارج أمريكا الشمالية
في الخارج، فيلم فارس الظلام هو الفيلم صاحب أعلى الإيرادات لسنة 2008. ورابع أعلى أفلام الأبطال الخارقين من ناحية الإيرادات، عرض لأول مرةٍ في عشرين منطقةً أخرى على 4.520 شاشة، بإيراداتٍ قدرها 41.3 مليون دولار في أسبوعه الأول. جاء الفيلم في المركز الثاني لصالح هانكوك والذي كان في أسبوعه الثالث، معروضاً في 71 منطقة. أكبر منطقة لفارس الظلام كانت أستراليا والذي وصلت الإيرادات فيها إلى 13.7 مليون وهو رقم قياسيٌّ لأكبر افتتاحيةٍ لفيلم بطلٍ خارقٍ. لقد تصدر شباك التذاكر خارج أمريكا الشمالية لثلاث مرات متتالية وأربع مرات في المجموع. وبسبب بعض الحساسيات الثقافية فقد رفضت وارنر برذرز إصدار الفيلم في بر الصين الرئيسي. كانت أعلى الإيرادات للفيلم بعد أمريكا الشمالية في المملكة المتحدة وأيرلندا ومالطا حيث حصل على 89.1 مليون دولار. أيضاً، في أستراليا حصل على 39.9 مليون وما يزال أعلى عشرة أفلام على مر التاريخ في البلد. أعلى خمسة بلدانٍ من ناحية الإيرادات خارج أمريكا الشمالية تتضمن أيضاً ألمانيا (29.7 مليون) وفرنسا والمغرب العربي (27.5 مليون) وكوريا الجنوبية (25.0 مليون).

### الوسائط المنزلية

صورة لغلاف الدي في دي للفيلم

أُصدر الفيلم على أقراص دي في دي وبلو راي في أمريكا الشمالية بتاريخ 9 ديسمبر 2008، يتضمن الإصدار طبعة قرص دي في دي واحدً، طبعة قرصين دي في دي خاصةً، طبعة قرصين بلو راي، وطبعةً خاصةً بلو راي تظهر تمثالاً للباتبود. نسخة البلوراي/آي تيونز تعرض الفيلم في نسبٍ مختلفةٍ، فمشاهد الآيماكس مؤطرة في 1.78:1، بينما مشاهد 35 مليمتر مؤطرةٌ في 2.40:1. تُقدم نسخ الدي في دي الفيلم كاملاً مؤطراً في نسب 2.40:1. القرص الثاني الذي يحتوي على نسخةٍ خاصةٍ يُظهر ستة مشاهد آيماكس رئيسية في نسب 1.44:1. نسخة البلوراي لا تحتوي على لقطات آيماكس إضافية مؤطرة في 1.78:1، على كلٍّ، اللقطات مدرجةٌ في نسخة الدي في دي، كما أن بعض المحلات أطلقت نُسخهم الخاصة من الفيلم.
في المملكة المتحدة، حصد الفيلم مبيعات 513.000 وحدةٍ في أول يوم من الإصدار منها 107.730 (21 بالمئة) نسخة بلو راي، بيع أعلى عددٍ من أقراص البلو راي في اليوم الأول. أما في المملكة المتحدة، بيع من الفيلم ثلاث ملايين وحدةٍ في اليوم الأول من إصداره مُحطماً ذلك رقماً قياسيًا، وكانت 600,000 أقراص منها هي نسخة بلو راي.
أُصدرت نسخ الدي في دي والبلو راي في أستراليا بتاريخ 10 ديسمبر 2008، الإصدارات كانت كالتالي: نسخةٌ قرص واحد دي في دي، نسخةٌ من قرصي دي في دي، نسخة قرصين متضمنةً قناع باتمان في كل من الدي في دي والبلو راي، نسخةٌ محدودةٌ من قرصي بلو راي متضمنة تمثال باتبود، نسخة قرصي بلو راي، ونسخة من أربعة أقراصٍ لكل من فيلم بداية باتمان وفارس الظلام على كلٍّ من الدي في دي والبلوراي. وابتداءً من 19 ديسمبر 2008 كان الفيلم في صدارة مبيعات أقراص الدي في دي في أستراليا، ومن المتوقع أن يحطم رقم فيلم البحث عن نيمو القياسي للمبيعات في أستراليا.
بيع من الفيلم نسخ بلو راي بقيمة 370 مليون ين (4.1 مليون دولار أمريكي) في اليابان، مما يضعه في المركز الثالث في أعلى عشرة أفلام في فئة بلو راي.
في مارس 2011، أتاحت وارنر برذرز الفيلم للإيجار على الفيسبوك، ليكون بذلك أول فيلمٍ يصدر عن طريق موزعٍ رقميٍّ على الشبكات الاجتماعية، المستخدمون في الولايات المتحدة قادرون على مشاهدة الفيلم باستخدام اعتمادات فيسبوك.